# Роџер Федерер
Роџер Федерер (Базел, 8. август 1981) бивши је швајцарски тенисер. Многи тениски критичари, славни играчи и колеге тенисери сматрају да је Федерер један од најбољих тенисера свих времена. Заузима треће место по броју освојених гренд слем турнира (20).
Федерер је у каријери освојио све гренд слем турнире у појединачној конкуренцији и укупно их има 20 (шест Отворених првенстава Аустралије, један Ролан Гарос, осам Вимблдона и пет Отворених првенстава САД). Један је од петорице тенисера у Опен ери који су освојили гренд слем каријере. Такође је освојио и 28 турнира АТП Мастерс 1000 серије, шест титула на завршном АТП финалу, златну медаљу у игри парова са Станисласом Вавринком на Летњим олимпијским играма 2008. у Пекингу и сребро у појединачној конкуренцији на Летњим олимпијским играма 2012. у Лондону. Федерер држи и друге рекорде, од којих су најзначајнији осам титула на Вимблдону, 237 седмица за редом као број један, 10 узастопних гренд слем финала (од Вимблдона 2005. до Отвореног првенства САД 2007) и 23 узастопна гренд слем полуфинала (од Вимблдона 2004. до Отвореног првенства Аустралије 2010).
Дана 19. фебруара 2018. вратио се на чело АТП листе, са 36 година постао је најстарији број 1 у опен ери (престигао Андреа Агасија), направио највећи размак у боравцима на првом месту АТП листе (5 година и 106 дана) и највећи размак у првом и последњем боравку на првом месту (више од 14 година).
Такође држи и рекорд опен ере по броју узастопних победа и на травнатој подлози (65) и на бетону (56).
Захваљујући успесима у свету тениса, Федерер је изабран за најбољег спортисту године по избору Лауреуса рекордних пет пута (четири пута заредом, од 2004. до 2007, и још 2018). Био је номинован за то признање и 2003. и 2009, а 2018. му је додељена и Лауреус награда за повратак године. Године 2009. АТП га је прогласио за најбољег тенисера прве деценије 21. века.

## Детињство
Федерер се родио у Базелу, Швајцарска, као син Швајцарца Роберта Федерера и Јужноафриканке Линет Федерер (рођена Дуранд). Заједно са својом две године старијом сестром Дијаном одрастао је у Минхенштајну, малом предграђу удаљеном 10 минута од Базела и близу границе са Немачком и Француском. Осим тениса, Федерер је као дечак тренирао и фудбал. Као младић је највише уживао да гледа Чилеанца Марсела Риоса, а поред њега идоли су му били Борис Бекер, Стефан Едберг и Мајкл Џордан. Једно време је, као тринаестогодишњак, био и сакупљач лоптица на турниру у Базелу где је додавао лоптице тенисерима као што су Мартина Хингис, Марк Росе, Стефан Едберг и Вејн Фереира.
Тренирао је у академији Ника Болетерија.

## Тениска каријера

### Јуниор
Федерер је почео да игра тенис са шест година. Ишао је на тренинге са осталом децом све до девете године, а са 10 је почео да узима приватне часове. До дванаесте године је тренирао и фудбал, када је одлучио да се усредсреди само на тенис. Са 14 година је постао првак Швајцарске у свим категоријама, па је изабран да тренира у швајцарском Националном тениском центру у Екубленсу. Почео је да игра јуниорске ИТФ турнире јула 1996. Године 1998, која му је била и последња сезона као јуниор, играо је на свим јуниорским гренд слемовима. Одличне резултате је забележио на јуниорском Отвореном првенству Аустралије (полуфинале и у синглу и у дублу), јуниорском Вимблдону (победа и у синглу и у дублу) и јуниорском Отвореном првенству САД (финале у синглу). Ове године је такође освојио и престижну Оринџ боул титулу у Мајамију и поред тога још 2 трофеја. На крају године је проглашен за светског јуниорског првака. Импресивну јуниорску каријеру је завршио са укупно седам титула и односом 71 победа и 20 пораза у синглу, односно 36 победа и 21 пораз у дублу.
(Сви резултати са ITFtennis.com)

### Почетак АТП каријере
Јула 1998. Федерерово име је први пут уписано на званичној АТП листи на турниру у Гштату где је испао у првој рунди од Лукаса Арнолда Кера 4:6, 4:6. Одмах следеће године је постао члан швајцарске Дејвис куп репрезентације у мечу против Италије, те је годину завршио као најмлађи тенисер међу 100 најбољих. Године 1999, освојио је и први (и једини у каријери) челенџер у Бресту и забележио прву победу над неким тенисером из првих десет на турниру у Марсељу (елиминисао је тада петог тенисера света Карлоса Моју у првом колу). Успео је да стигне до полуфинала Летњих олимпијских игара 2000. у Сиднеју али је меч за бронзу изгубио од Арноа ди Пасквалеа из Француске 6:7(5), 7:6(7), 3:6. Те године је успео да се пласира и у прво финале једног АТП турнира и то у Марсељу где је изгубио од сународника Марка Росеа 6:2, 3:6, 6:7(5) као и у финале турнира у родном Базелу где га је поразио Томас Енквист у пет сетова 2:6, 6:4, 6:7(4), 6:1, 1:6. Није се најбоље показао на гренд слемовима и турнирима АТП Мастерс серије, па је 2000. годину завршио на позицији број 29.
(Сви резултати из 1998., 1999. и 2000)

### 2001. Прва титула
Прву АТП титулу у каријери Федерер је освојио у фебруару 2001. поразивши Жилијена Боутира 6:4, 6:7(7), 6:4 у финалном мечу турнира у Милану где је и један од његових идола, Стефан Едберг, освојио први трофеј 1984. Истог месеца славио је и у три меча за Дејвис куп репрезентацију Швајцарске и обезбедио јој победу од 3:2 против Америке. Федерер је потом стигао до четвртфинала Ролан Гароса где је изгубио од Алекса Корече 5:7, 4:6, 5:7. Четвртфинале је забележио и на Вимблдону на коме је поразио четвороструког браниоца и седмоструког првака Пита Сампраса у четвртој рунди 7:6(7), 5:7, 6:4, 6:7(2), 7:5 што је победа за коју многи сматрају да је била прекретница у његовој каријери, као и крај Сампрасовог низа од 31 узастопне победе на том турниру. Федерер је ове године успео да освоји и Хопман куп за Швајцарску заједно са Мартином Хингис као и да изгуби у финалу Базела другу годину заредом, овај пут од Тима Хенмана 3:6, 4:6, 2:6. Годину је завршио као 13. тенисер света.
(Сви резултати из 2001)

### 2002. Први Мастерс
До свог првог финала једног турнира АТП Мастерс серије Федерер је стигао на Мајами Мастерсу, у ком је изгубио од Андреа Агасија док је први мастерс турнир освојио на Хамбург Мастерсу. После тога је тријумфовао над двојицом бившег светских бројева 1, Русима Маратом Сафином и Јевгенијем Кафељниковим у мечевима за Швајцарску на Дејвис купу. Ипак, иако је ове године испадао рано са гренд слемова у Мелбурну, Паризу, Лондону и Њујорку, па и после трагичног губитка дугогодишњег тренера и ментора Аустралијанца Питера Картера у саобраћајној несрећи у августу, Роџер Федерер је стигао до позиције број 6 на АТП трци шампиона која се рачуна до краја године и успео да се квалификује за завршни турнир сезоне – Тенис мастерс куп. Тамо се пробио до полуфинала где је изгубио 5:7, 7:5, 5:7 од тада првог тенисера света Лејтона Хјуита (који је на крају и освојио ту титулу). Годину је по први пут завршио у првих 10 АТП листе и то на позицији број 6 са три освојена турнира.
(Сви резултати из 2002)

### 2003. Први Грен слем трофеј
Федерер је 2003. годину завршио као другопласирани, одмах иза Американца Ендија Родика и испред Хуана Карлоса Ферера из Шпаније.
На првом гренд слему године у Аустралији, Федерер је стигао до четвртог кола где је изгубио од Давида Налбандијана. Затим је освојио два турнира на бетону, у Марсељу и Дубаију, да би онда на самом старту следећа два турнира мастерс серије губио и то у Индијан Велсу и Ки Бискејну.
На турнирима који се играју на шљаци, Федерер је победио у Минхену, стигао до финала мастерс турнира у Риму и на крају изгубио у трећем колу мастерса у Хамбургу, где је претходне године био шампион. На Ролан Гаросу је био постављен за петог носиоца, али је испао у првој рунди од Перуанца Луиса Орне.
Федерер је освојио оба турнира на трави које је играо и то прво турнир у Халеу савладавши у финалу Николу Кифера 6:1, 6:3, да би затим освојио прву гренд слем титулу на Вимблдону поразивши Родика у полуфиналу и Марка Филипусиса у финалу 7:6(5), 6:2, 7:6(3), а у току целог турнира изгубио је само један сет и то од Мардија Фиша.
У току летње сезоне у Северној Америци, изгубио је од Родика у полуфиналу мастерс турнира у Монтреалу, а онда спасио седам меч лопти у првом колу Синсинати Мастерса против Американца Скота Дрејпера (то му је лични рекорд) да би се пласирао у друго коло и тамо изгубио од Налбандијана. На Ју-ес опену, Налбандијан још једном успева да порази Федерера, овај пут у четвртом колу.
За време јесење сезоне, наступао је на четири узастопна турнира у дворанама широм Европе. Освојио је турнир у Бечу и у синглу (победио Карлоса Моју) и у дублу, али није успео да понови прошлогодишњи успех у Базелу (стигао је тада до финала), као ни на АМС турнирима у Мадриду и Паризу.
Дејвис куп репрезентација Швајцарске је, предвођена Федерером, успела да у првом колу добије Холандију, а затим у четвртфиналу Француску и у полуфиналу се састала са Аустралијом. Федерер је први меч против Филипусиса добио и у мечу против Лејтона Хјуита водио са 2:0 у сетовима и 5:3 у трећем сету али је Хјуит ипак успео да се врати у меч и победи. На крају је Швајцарска остала без финала (било је 3:2 за Аустралију).
На крају године, Федерер је још једном учествовао на мастерс купу у Хјустону. Као трећепласирани играч, добио је мечеве против Андреа Агасија, Налбандијана и Давида Ферера у току групне фазе такмичења, да би затим у полуфиналу победио првопласираног Родика 7:6(2), 6:2 и титулом завршио годину, победом од 6:3, 6:0, 6:4 над Агасијем у финалу.
(Сви резултати из 2003)

### 2004. Почетак доминације
Федерер је 2004. имао једну од најдоминантнијих и најуспешнијих година у историји опен ере модерног мушког тениса. Освојио је три од четири гренд слема сезоне, није изгубио ниједан меч од играча рангираних међу првих 10, победио у свим финалима које је играо и био проглашен за светског тениског шампиона од стране ИТФ-а. Његов однос победа и пораза ове године био је 74-6 са укупно 11 титула.
Федерер је освојио први трофеј на Аустралијен опену победом над Маратом Сафином у финалу у три сета 7:6(3), 6:4, 6:2. Ова победа омогућила му је да наследи Ендија Родика на месту првог тенисера света, и ту позицију држи скоро тачно 4 и по године све до 18. августа 2008. Осваја још и турнире у Дубаију и на мастерсу у Индијан Велсу док на АМС турниру у Мајамију изненађујуће губи у трећем колу од седамнаестогодишњег Рафаела Надала.
Како би се припремио што боље за Ролан Гарос, Федерер игра на мастерсима на шљаци у Риму и Хамбургу. У Риму испада у другој рунди али зато побеђује у финалу Хамбурга Гиљерма Корију 4:6, 6:4, 6:2, 6:3 и осваја тај турнир по други пут у каријери. На Френч опену поражен је у трећем колу од бившег броја један и троструког победника тог турнира, Бразилца Густава Киртена, са 4:6, 4:6, 4:6.
Федерер на травнатим теренима успева да одбрани обе титуле од прошле године. У Халеу добија финални меч против Мардија Фиша са 6:0, 6:3, а на Вимблдону добија Ендија Родика после изгубљеног првог сета 4:6, 7:5, 7:6(3), 6:1. Серију победа наставља и у Гаштаду (то му је први трофеј у родној Швајцарској) и на мастерсу у Торонту да би му низ од 23 узастопне победе прекинуо Словак Доминик Хрбати у првој рунди Синсинати Мастерса.
Федерер је на Летњим олимпијским играма 2004. у Атини био први носилац али је изгубио од Чеха Томаша Бердиха 6:4, 5:7, 5:7. После тога одлази у Њујорк и осваја први Ју-ес опен поразивши Лејтона Хјуита у финалу 6:0, 7:6(3), 6:0.
На мастерс купу у Хјустону победио је Гастона Гаудија, Хјуита и Карлоса Моју у групној фази такмичења, затим Сафина у полуфиналу (после одиграног најдужег тај брејка у историји мастерс купа 20:18) да би онда добио у финалу Хјуита са 6:3, 6:2 (то је био реванш за пораз у полуфиналу тог турнира 2002).
У току 2004. Федерер није имао сталног тренера већ се ослањао само на свог фитнес тренера Пјера Паганинија, психотерапеута Павела Ковача и на менаџерски тим састављен од његових родитеља, тада девојке и менаџерке Мирке Вавринец и неколико пријатеља.
(Сви резултати из 2004)

### 2005. Наставак сјајних партија
На почетку године, Федерер је унајмио бившег аустралијског тенисера Тонија Роуча за тренера на одређено време. На Острелијен опену стигао је до полуфинала у ком је поражен од каснијег победника Марата Сафина у мечу играном у току ноћи који је трајао дуже од 4 сата (резултат: 5:7, 6:4, 5:7, 7:6(6), 9:7). Потом осваја прва два АМС турнира године: Индијан Велс (победа над Хјуитом у финалу) и Мајами (победа над Рафаелом Надалом у финалу, иако је губио 2:0 у сетовима). На Хамбург Мастерсу је у мају узео свој трећи трофеј на том турниру поразивши у финалу Ришара Гаскеа, од кога је претходно изгубио на мастерсу у Монте Карлу. На Ролан Гарос је дошао као један од фаворита, али је изгубио у полуфиналу у четири сета од Надала (који је касније и освојио овај гренд слем турнир).
На почетку сезоне травнатих терена, Федерер осваја турнир у Халеу трећи пут заредом поразивши Сафина у финалном мечу 6:4, 6:7(6), 6:4. Затим успева да одбрани титулу на Вимблдону и то други пут узастопно победивши Родика у репризи прошлогодишњег финала, само овај пут у три сета 6:2, 7:6(2), 6:4. Освојио је још један трофеј савладавши Родика у финалу, овај пут на мастерсу у Синсинатију. Недељу дана пре тога је тријумфовао и на мастерсу у Монтреалу и тиме је успео да освоји сва четири турнира из америчке серије у истој години, поставши први човек у историји коме је то пошло за руком у једној сезони.
На Ју-ес опену је изгубио само два сета до финала са Агасијем. Федерер је успео да добије домаћег играча и бившег првог рекета света са 6:3, 2:6, 7:6(1), 6:1 и тако се још једном упише у историју - као први човек у опен ери који је успео да освоји Вимблдон и Отворено првенство САД у истој години, а затим следеће године и да одбрани те титуле. Међутим, није му пошло за руком да затим освоји и мастерс куп, пошто је изгубио од Налбандијана у финалу у пет сетова 7:6(4), 7:6(11), 2:6, 1:6, 6:7(3) (играо је са повређеним чланком). Да је освојио тај турнир годину би завршио скором 82-3 и изједначио би се са рекордом Џона Макенроа из 1984. по односу победа и пораза у току једне године.
(Сви резултати из 2005)

### 2006. Најуспешнија сезона
У 2006. години Федерер је освојио три од четири гренд слем турнира и завршио је као први тенисер света са предношћу од неколико хиљада бодова испред највећег ривала, Рафаела Надала.
Федерер је у финалу Отвореног првенства Аустралије савладао Маркоса Багдатиса са Кипра 5:7, 7:5, 6:0, 6:2 и освојио седми гренд слем у каријери. У марту је освојио титуле у Индијан Велсу и Мајамију, поставши први човек који је две године заредом успео да освоји мастерс турнире у тим градовима. Федерер онда започиње сезону шљаке стизањем до финала АМС турнира у Монте Карлу где губи у четири сета од Надала. Затим је у стигао до још једног финала мастерса, и ту се поново суочио са Надалом. Чинило се да би Федерер коначно могао да победи Шпанца на шљаци, али је Надал ипак освојио Рим у мечу у пет сетова у коме је у одлучујућем тај-брејку спасио две меч лопте. Хамбург Мастерс, турнир који је освајао претходне три године, Федерер је одлучио да прескочи.
На Ролан Гаросу Федерера је, као и прошле године, савладао Надал, само овог пута у финалу. Да је којим случајем освојио тај меч постао би први тенисер још од Рода Лејвера који је у исто време држао сва четири гренд слема трофеја. Али, иако га је Надал омео у томе, Федерер је постао један од само два тада активна играча (други је Андре Агаси) који је успео да стигне до финала свих гренд слемова.
Први турнир на трави године одиграо је у Халеу и успео је да га освоји али тек после велике борбе у сваком мечу. На целом турниру је морао да одигра укупно осам тај-брејкова, а у најтежем мечу против Белгијанца Оливија Рохуса у четвртфиналу, спасио је четири меч лопте. Федерер је стигао на Вимблдон као главни фаворит и то је и оправдао, не изгубивши ниједан сет све до финала. Тамо се двадесетогодишњи Надал први пут сусрео са Федерером на травнатим теренима Вимблдона и изгубио у четири сета 6:0, 7:6(5), 6:7(2), 6:3. Федерер је потом освојио Роџерс куп у Торонту, победом над Ришаром Гаскеом у финалу. На Отвореном првенству САД стигао је до финала и до Американца Ендија Родика и успео да га порази 6:2, 4:6, 7:5, 6:1. Тако је 2006. постала једина година у опен ери у којој су исти човек (Федерер) и иста жена (Жистин Енен) успели да стигну до финала сва четири гренд слем турнира.
Током јесењег дела сезоне, Федерер је одиграо три турнира и сва три освојио. Прво је био најбољи у Токију, а после тога и на мастерсу у Мадриду где је у финалу победио Фернанда Гонзалеза. Федерер је и до следећег трофеја, на турниру у Базелу стигао савладавши Гонзалеза у финалном мечу 6:3, 6:2, 7:6(3). То му је био први тријумф у родном граду.
На завршном мастерс купу у Шангају Федерер је добио меч у групи против браниоца титуле Налбандијана и против Родика и Ивана Љубичића. Потом је у полуфиналу савладао и Надала у два сета 6:4, 7:5 да би у финалу добио Џејмса Блејка лако у три сета (6:0, 6:3, 6:4) и узео свој 12. трофеј у години.
Ове године је Федерер изгубио од само два играча: од Надала у финалу Отвореног првенства Француске, Рима, Монте Карла и Дубаија и од Британца Ендија Марија у другом колу Синсинати мастерса. Федереров неуспех у Синсинатију је уједно и његов једини пораз без добијеног сета, као и једини турнир на коме није стигао до финала од укупно 17 на којима је учествовао (не рачунајући Дејвис куп).
(Сви резултати из 2006)

### 2007. Нове титуле
Федерер на Отвореном првенству Аустралије осваја свој десети гренд слем трофеј победом у финалу над Фернандом Гонзалезом 7:6(2), 6:4, 6:4. У току целог тог турнира није изгубио ниједан сет, поновивши успех Бјерна Борга из 1980. године. Његов низ од 41 узастопног добијеног меча прекинут је на мастерсу у Индијан Велсу, који је иначе освајао претходне три године, када је у другој рунди изгубио од Гиљерма Кањаса. На мастерсу у Мајамију поновила се иста прича – Федерер стиже до 4. кола и ту је бива поражен у три сета од Кањаса. Упркос томе, на том турниру је добио четири АТП награде у току завршне церемоније и постао први човек који је добио 4 такве награде у истој години.
Сезона на шљаци за Федерера почела је финалом на мастерсу у Монте Карлу. Као и претходних година, тамо је изгубио од Рафаела Надала. На мастерсу у Риму га је у трећем колу избацио вршњак, Италијан Филипо Воландри. Али коначно 20. маја 2007, Федерер бележи прву победу над Надалом на шљаци 2:6, 6:2, 6:0 прекинувши његов низ од рекордне 81 узастопне победе на најспоријој подлози, и освојивши Хамбург Мастерс рекордни четврти пут. У Паризу, на Ролан Гаросу је забележио своје друго узастопно финале да би по други пут уза ступно изгубио од Надала. Дан пре тог финала, Федерер је објавио да ће пропустити турнир у Халеу због изморености и страха од повреде. На тај начин се први пут појавио на Вимблдону не одигравши ниједан припремни турнир на трави. Ипак, стигао је до финала и ту се реванширао Надалу за пораз на Ролан Гаросу, иако га је овај приморао на пети одлучујући сет (резултат: 7:6(7), 4:6, 7:6(3), 2:6, 6:2). Победом над Надалом, изједначио је још један рекорд Бјерна Борга и то по броју узастопних освојених Вимблдона – 5.
Федерер је освојио мастерс у Синсинатију по други пут, победивши Џејмса Блејка у финалу и тако освојио своју 50. титулу у синглу, односно 14. титулу АТП Мастерс серије. После тога, у финалу Ју-ес опена, Роџер је успео да тријумфује над Србином Новаком Ђоковићем 7:6(4), 7:6(2), 6:4. Федерер је у претходном мечу против Ђоковића у финалу мастерса у Монтреалу био поражен 6:7(2), 6:2, 6:7(2) а и у овом мечу је било веома напето - Федерер је изгубио сервис 3 пута и суочио се са 7 сет лопти, али их је на крају све успешно спасио и на крају добио меч и свој 12. гренд слем трофеј, изједначивши се са Ројом Емерсоном по броју тих титула. А захваљујући томе што је био први на серији турнира пред Отворено првенство САД, добио је и бонус од милион долара као додатак на већ зарађених 1,4 милиона (што је постало рекорд по висини зараде на том турниру).
Први турнир јесење сезоне Федерер је одиграо на Мадрид Мастерсу где се пласирао у финале и изгубио од Давида Налбандијана 6:1, 3:6, 3:6. У Базелу је освојио другу узастопну титулу да би онда, на последњем мастерсу године у Паризу поново изгубио од Налбандијана само овај пут у трећој рунди (резултат: 4:6, 6:7(3)).
Федерер је започео мастерс куп поразом у групи од финалисте Аустрелијен опена Гонзалеза са 4:6, 7:6(1), 7:5. Од тада је добио све своје мечеве, укључујући мечеве у групи против Николаја Давиденка и Родика, полуфинале против Надала са 6:4, 6:1, и финале против Давида Ферера за титулу 6:2, 6:3, 6:2.
Дана 19. новембра 2007. Федерер је играо егзибициони меч у Сеулу са бившим бројем 1 и четрнаестоструким гренд слем прваком Питом Сампрасом и добио га са 6:4, 6:3.
Ово је био први од три егзибициона меча који су двојица великих асова играли у Азији. Два дана касније, Сампрас је поново изгубио од Федерера 7:6(6), 7:6(5). Ипак, последњи меч Сампрас добија са 7:6(6), 6:4, иако му је циљ у овом дуелу био само да освоји један сет.
(Сви резултати из 2007)

### 2008. Добри резултати, мононуклеоза
Федерер започиње годину у покушају да одбрани своју титулу на Аустралијан опену у Мелбурну. Добро се држао све до полуфинала, где га је Новак Ђоковић елиминисао у три сета 7:5, 6:3, 7:6(5). Ово је први пут да је Роџер изгубио меч у три сета на неком гренд слем турниру, још од Ролан Гароса 2004, док је његов последњи пораз у 3 сета на гренд слемовима који се играју на тврдим подлогама, био у четвртом колу Ју-ес опена 2002.
У марту, Федерер објављује да је недавно утврђено да болује од мононуклеозе, и да је можда боловао још од децембра 2007. Такође је изјавио и да је имао проблема са тровањем храном пре почетка првог гренд слема сезоне, али и да је сада здрав и спреман да настави да се такмичи.
Иако је Федерер на турниру у Дубаију био први носилац и бранилац титуле, изгубио је од Британца Ендија Марија резултатом 7:6(6), 3:6, 4:6 у првом колу. 10. марта, Федерер је победио у трећем мечу од укупно четири против Пита Сампраса у Медисон Сквер Гардену у Њујорку 6:3, 6:7(4), 7:6(6).
На првом турниру мастерс серије године, у Индијан Велсу, Федерер је по први пут у каријери изгубио од Американца Мардија Фиша, и тиме прекинуо свој низ од 41 узастопне победе против америчких тенисера који је почео августа 2003. Следећи турнир му је био мастерс у Ки Бискејну где је у четвртфиналу изгубио од Ендија Родика. Родикова последња (и једина) званична победа пре тога над Федерером била је 2003.
Федерер је одлучио да сезону на теренима који се играју на шљаци започне на Есторил опену у Португалији, што је његов први припремни, мали турнир на шљаци још од Гштада 2004. и његов први турнир са новим тренером Хосеом Игерасом. Федерер осваја тај турнир пошто му је Давиденко предао финални меч при резултату 7:6(5), 1:2, после утврђивања повреде ноге.
На Ролан Гаросу, Федерер по трећи пут заредом губи финале од Надала 6:1, 6:3, 6:0. Последњи пут кад је Федерер изгубио један сет са 6:0, било је 1999. у Лондону на турниру Артоис Шампионат.
Свој други турнир сезоне, Федерер је освојио у Халеу не изгубивши ниједан сет нити гем у коме је сервирао. Ово је његова 55. титула у каријери и пети пут да је освојио овај турнир, после чега се изједначио са рекордом Пита Сампраса по броју трофеја на трави (10).
На Вимблдону Федерер је стигао до свог 17. узастопног гренд слем полуфинала и 16. гренд слем финала. У финалу се поново састао са тенисером број 2 на свету, Надалом. Да је победио, Роџер би оборио рекорд опен ере Бјерна Борга од пет узастопних трофеја на Вимблдону и изједначио се са рекордом свих времена од 6 узастопних титула на Вимблдону, који држи Вилијам Реншо још од 1886. Федерер је спасио две меч лопте у тај брејку четвртог сета, али на крају изгубио 6:4, 6:4, 6:7(5), 6:7(8), 9:7. Киша је прекидала меч два пута, па је он завршен по мрклом мраку. Дуел је трајао 4 сата и 48 минута, што је рекорд по дужини једног вимблдонског финала. Тај пораз је такође значио да је Федереров рекорд од 65 узастопних победа на трави прекинут.
На следећа три турнира, Федерер је испадао на самом почетку. Мастерс у Торонту, Роџерс куп, Федерер је почео у другом колу и тамо изгубио од Жила Симона. На турниру у Синсинатију, испада у трећој рунди, по први пут изгубивши од највишег тенисера на АТП туру, Хрвата Иве Карловића 7:6(6), 4:6, 7:6(5). На Летњим олимпијским играма 2008. у Пекингу, Роџер у синглу испада од Џејмса Блејка у четвртфиналу. Међутим, за то се искупио у дублу где је заједно са Станисласом Вавринком освојио злато за Швајцарску. У полуфиналу су Федерер и Вавринка били бољи од америчке комбинације Боб и Мајк Брајан, а у финалу од Швеђана Симона Аспелина и Томаса Јохансона у 4 сета 6:3, 6:4, 6:7(4), 6:3.

Дана 18. августа, Федерер предаје позицију број 1 на АТП листи, после рекордних 237 узастопних недеља Рафаелу Надалу. 
На Ју-ес опен долази као други носилац, али и као највећи фаворит с обзиром да је овај турнир освајао претходне четири године. У прва три кола успева да порази Аргентинца Максима Гонзалеза, Бразилца Тијага Алвеса и Радека Штјепанека из Чешке веома лако. После тога следи тешки петосетовни меч против Руса Игора Андрејева који добија са 6:7(5), 7:6(5), 6:3, 3:6, 6:3. У четвртфиналу побеђује Жила Мулера из Луксембурга 7:6(5), 6:4, 7:6(5), а у репризи прошлогодишњег Ју-ес опен финала, добија 3 тенисера света Ђоковића 6:3, 5:7, 7:5, 6:2 у полуфиналу. Федерер је тада био убеђен да ће у финалу да наплати дугове Рафаелу Надалу за два пораза на гренд слемовима ове сезоне, али се између њиховог 7 међусобног гренд слем финала (првог на Флашинг Медоузу) препречио Шкот Енди Мари. Финале је одиграно у понедељак јер је киша прекинула Надалов и Маријев полуфинални меч па је цео програм морао да се помери за један дан. Федерер је лако савладао Марија са убедљивих 6:2, 7:5, 6:2, потпуно доминирајући у првом и трећем сету да би освојио своју 13. гренд слем титулу и продужио свој низ победа у Њујорку на 34. Постаје и први играч икада, који је успео да освоји по 5 узастопних трофеја и на Вимблдону и на Ју-ес опену.
После тога Федерер игра на претпоследњем АМС турниру сезоне у Мадриду. Самим пласманом у четвртфинале, Федерерова зарада се повећала на више од 43,3 милиона $ чиме је постао рекордер, претекавши Пита Сампраса (43.280.489 долара) на листи зарада. Турнир је напустио поразом у полуфиналу од Марија.
Своју 57 титулу у каријери, Федерер је освојио у свом родном граду Базелу после победе над Давидом Налбандијаном у финалу. Тако је Федерер постао једини играч у историји који је освојио тај турнир 3 пута узастопно. Потом игра на мастерс турниру у Паризу где успева да стигне до четвртфинала како би тамо по први пут у каријери од 763 меча предао један због болова у леђима. 2008. је тако постала прва година још од 2003. у којој Федерер није успео да освоји ниједан мастерс турнир.
На мастерс купу у Шангају је Федерер по први пут испао у групној фази такмичења. Први меч у својој „Црвеној групи“ против Жила Симона је изгубио после добијеног првог сета. Затим је поразио Радека Штјепанека и био на добром путу да се пласира у полуфинале. Али, Енди Мари се постарао да се то не деси победивши га са 4:6, 7:6(3), 7:5. Роџер је тај меч одиграо сјајно и поред повреде која га је све време спутавала. Успео је два пута да преокрене резултат; у другом сету када је Мари водио 5:2 и у трећем када је било 3:0 Мари. Ипак се ту ништа није могло и Шкот је на крају добио меч, али тек пошто је Федерер спасио 7 меч лопти.
(Сви резултати из 2008.)

### 2009. Повратак на трон
Федерер је одлучио да годину започне са два егзибициона турнира и једним званичним. На егзбиционом турниру у Абу Дабију и на турниру АТП серије 250 у Дохи губи у полуфиналу од Марија. Али зато егзибициони турнир у Којонгу осваја тријумфом над сународником Вавринком у финалу 6:1, 6:3.
На Отвореном првенству Аустралије осваја прва три меча лако у три сета. Затим успева да порази Томаша Бердиха у четвртој рунди после изгубљена прва два сета 4:6, 6:7(5), 6:4, 6:4, 6:2. До полуфинала је стигао после победе над Хуаном Мартином дел Потром 6:3, 6:0, 6:0 за само 80 минута. У полуфиналу је добио Ендија Родика 6:2, 7:5, 7:5 да би се пласирао у финале где се састао са Надалом први пут од када су заменили места на врху АТП листе. Као победник из њиховог првог сусрета у финалу неког гренд слема на бетону изашао је Надал после 5 сетова и сјајне борбе која је трајала 4 сата и 19 минута (резултат: 5:7, 6:3, 6:7(3), 6:3, 6:2). Федерер није успео да сакрије сузе на церемонији доделе трофеја и мучио се са својим говором вицешампиона.
Роџер се повукао са турнира АТП серије 500 у Дубаију и прве рунде Дејвис купа за Швајцарску због повреде леђа која се први пут појавила крајем 2008. и није била потпуно залечена. Уместо тога, Федерер је унајмио бившег аустралијског тенисера и некадашњег Дејвис куп селектора Аустралије Дерена Кејхила да га тренира у Дубаију на одређено време. Сарадњу су завршили када се Федерер запутио на свој следећи турнир, а Кејхил одбио да буде његов стални тренер јер није желео да се на дуже време одваја од своје породице.
Федерерових следећих пет турнира били су АТП серије 1000. На првом, у Индијан Велсу, изгубио је од Марија већ трећи пут ове године у полуфиналу 6:3, 4:6, 6:4. У Мајамију је у једном неизвесном четвртфиналном мечу добио Родика, да би га затим у полуфиналу поразио Ђоковић са 6:3, 2:6, 2:6. Иако је прво планирао да прескочи мастерс у Монте Карлу, на крају је ипак у последњем тренутку прихватио специјалну позивницу организатора за учешће и тако се, без много припреме појавио на свом првом турниру године на шљаци и изгубио већ у трећем колу од Вавринке 6:4, 7:5. У Риму је одиграо пар сјајних мечева и у полуфиналу против Ђоковића је имао по брејк предности и у другом и трећем сету али је ипак изгубио меч 4:6, 6:3, 6:3. Међутим, на последњем мастерс турниру године на шљаци, у Мадриду, Федерер осваја своју прву титулу године победом над Надалом у финалу 6:4, 6:4. Тиме је прекинуо Надалов низ од 33 узастопне победе на шљаци и такође, по други пут у каријери, онемогућио Шпанца да освоји сва три мастерса на шљаци у једној години.
На Ролан Гаросу је Роџер одиграо три узастопна неизвесна и веома тешка меча: против Хосеа Акасуса у другој, Пола-Анрија Матјеа у трећој и Томија Хаса у четвртој рунди. У четвртфиналу је затим поразио Гаела Монфиса 7:6(6), 6:2, 6:4, а у полуфиналу Дел Потра 3:6, 7:6(2), 2:6, 6:1, 6:4 како би се пласирао у финале. Тамо је добио Швеђанина Робина Седерлинга са 6:1, 7:6(1), 6:4, изједначио се са рекордом Пита Сампраса по броју гренд слем титула (14) и постао тек шести тенисер у историји који је освиојио све гренд слем турнире.
Федерер је дошао на Вимблдон као први носилац пошто се тада први тенисер света Рафаел Надал повукао са турнира због повреде. Тако је Федерер добио част да заједно са Лу Јенсјуном из Тајвана одигра први званични меч на новом реновираном централном стадиону са покретним кровом. Тај меч је добио са 7:5, 6:3, 6:2 и после тога је лако добијао све своје мечеве и успео је да се пласира у своје 20. гренд слем финале чиме је оборио рекорд Ивана Лендла. Тамо се састао са тенисером кога је већ три пута пре тога побеђивао на Вимблдону и то чак два пута у финалу - Ендијем Родиком. Иако је Федерер био велики фаворит меч је био дуг и драматичан и завршио се тек после 5 сетова. Победу је однео Роџер резултатом 5:7, 7:6(6), 7:6(5), 3:6, 16:14 после 4 сата и 16 минута и то у мечу у којем је одсервирао 50 асева (што му је лични рекорд). Тиме је оборио чак два рекорда Пита Сампраса и то по броју гренд слем титула (15) и трофеја на трави (11). Такође је поново постао најбољи тенисер света. Федерер је постао играч са највише освојених Гренд слемова у Опен ери.
Вратио се у акцију тек после пет недеља, придруживши се својим саиграчима на припремама за Отворено првенство САД на Роџерс купу и Синсинати мастерсу. На првом од тих турнира, у Монтреалу, изгубио је у четвртфиналу од Жоа-Вилфрида Цонге док је на другом, у Синсинатију, тријумфовао поразивши Марија у полуфиналу 6:2, 7:6(8) и Ђоковића у финалу 6:1, 7:5.
На Отвореном првенству САД прекинут је његов низ од четрдесет узастопних победа на овом турниру. Трећу годину за редом поразио је Новака Ђоковића и тако стигао до свог шестог узастопног финала на овом турниру. Поразио га је Хуан Мартин дел Потро у пет сетова: 6:3, 6:7(5), 6:4, 6:7(4), 2:6.
Повукао се са турнира АТП 500 серије у Токију и са мастерса у Шангају. 2018.}} На турниру у свом родном граду, Базелу, био је фаворит након три узастопне титуле, али у финалу га је савладао Новак Ђоковић, резултатом 4:6, 6:4, 2:6.
На мастерсу у Паризу традиционално игра лоше и испада већ у другом колу. Његов последњи турнир у сезони био је Тенис мастерс куп. У групној фази победио је Вердаска и Марија, чиме је обезбедио прво место на АТП листи на крају године. У трећем мечу га је поразио дел Потро. Његов однос добијених и изгубљених гемова сврстао га је на прво место у групи. У полуфиналу га је победио Давиденко први пут у тринаест мечева

### 2010. 285. недеља на врху
Федерер је почео сезону на егзибиционом турниру у Абу Дабију који траје три дана. У полуфиналу га је савладао Робин Седерлинг први пут у тринаест мечева. У борби за треће место савладао је Давида Ферера, кога је у другом полуфиналу савладао Рафаел Надал, резултатом 6:1, 7:5. Након тога је учествовао на турниру у Дохи. У првом колу је савладао Кристофа Рокуса 6:1, 6:2, у другом колу Јевгенија Корољева 6:2, 6:4, у четвртфиналу Ернестса Гулбиса 6:2, 4:6, 6:4. У полуфиналу га је други пут за редом поразио Николај Давиденко, 4:6, 4:6. Федерер је затим освојио Отворено првенство Аустралије и тако дошао до своје 16. гренд слем титуле. У првом колу је савладао Игора Андрејева Затим су услиједиле победе против Виктора Ханескуа, Алберта Монтањеса, Лејтона Хјуита, Николаја Давиденка, Жоа-Вилфрида Цонге и Ендија Марија.
Након што је прескочио турнир у Дубаију, играо је мастерс у Индијан Велсу. У трећем колу је испао од Маркоса Багдатиса, иако је имао три меч лопте. На турниру у Мајамију га је, такође у трећем колу, избацио Томаш Бердих.
Сезону на шљаци је почео турниром у Риму. Испао је већ у другом колу од Ернестса Гулбиса. Ово је био први пут још од 2000. године да је Федерер изгубио свој први меч на шљаци у години. Такође је први пут од 2002. испао пре четвртфинала на три узастопна турнира. У конкуренцији парова је играо са Ивом Алегром. Стигли су до четвртфинала где су испали од Кверија и Изнера. Потом је Федерер играо на Есторил опену у Португалу, по други пут у каријери (први је освојио 2008). Овог пута је испао од Алберта Монтањеса у полуфиналу. Потом је бранио титулу на местерсу у Мадриду. Победио је Гулбиса у четвртфиналу, а Ферера у полуфиналу. У финалу га је поразио Надал у два сета.
На другом гренд слему сезоне, Ролан Гаросу, Федерер је у трећем колу победио Џулијана Рајстера и тако забележио 700. победу у каријери и 150. на шљаци. Роџер је изгубио у четвртини финала од Робина Седерлинга у 4 сета резултатом 3:6, 6:3, 7:5, 6:4. Због тога је изгубио прво место АТП листе после 285 укупних недеља проведених на њој. Тада му је фалила само још једна недеља да изједначи рекорд Пита Сампраса од 286 недеља. Такође је ово био први пут од Ролан Гароса 2004. године да је Швајцарац испао пре полуфинала на неком гренд слем турниру.
Као припрему за Вимблдон Федерер је играо турнир у Халеу, где га је у финалу победио Лејтон Хјуит.
На Вимблодону Федерер је победио Алехандра Фалу у првом колу и постигао 200. победу на гренд слемовима. Потом су уследиле победе над Илијом Бозољцем, Арноом Клеманом и Јиргеном Мелцером. У четвртфиналу је испао од Томаша Бердиха у четири сета (6:4, 3:6, 6:1, 6:4). Тада је пао на треће место АТП листе, најнижи ранг још од 2003.
Америчку серију је почео на Роџерс купу у Канади. У четвртфиналу се реванширао Бердиху за Вимблдон, а у полуфиналу је савладао Ђоковића и тако обезбедио повратак на друго место АТП листе. Финале је изгубио од Ендија Марија 5:7, 5:7. У Синсинатију је бранио титулу. У првом колу је био слободан, у другом му се предао Денис Истомин, а у трећем Филип Колшрајбер. Освојио је турнир победивши Давиденка, Багдатиса и Фиша.
На Отворено првенство САД дошао је као други носилац. Елиминисао је Брајана Дабула, Андреаса Бека, Пола-Хенрија Матјеа, Јиргена Мелцера и Робина Седерлинга. У полуфиналу је испао од Новака Ђоковића, иако је имао две меч лопте (7:5 1:6, 7:5, 2:6, 5:7). Ђоковић је тада опет преузео другу позицију на листи.
Федерер је на Мастерсу у Шангају стигао до финала где је изгубио од Марија. Иако није освојио турнир, повратио је друго место АТП листе. После тога је освајио турнире у Стокхолму и Базелу. На мастерсу у Паризу стигао је до полуфинала по први пут, али је изгубио од Гаела Монфиса, иако је имао пет меч лопти.
На Завршни мастерс сезоне у Лондону отишао је као други играч планете. Распоређен је у групу Б са Робином Седерлингом, Ендијем Маријем и Давидом Ферером. Федерер прво игра са Седерлингом и добио тај меч са 2:0 (7:6(5), 6:3). Меч са Маријем добио је још лакше са 6:4, 6:2. Најубедљивији, ипак, био је против Ферера и добија меч са 6:1, 6:4.
У нок-аут фази се укрстио са Новаком Ђоковићем ког је победио са 6:1, 6:4. Најтежи меч је уследио у финалу, где га је чекао Рафаел Надал. Федерер је ипак победио резултатом 6:3, 3:6, 6:1. То је први сет који је изгубио на турниру.

### 2011. Борба са формом
Федерер је започео сезону на егзибиционом турниру у Абу Дабију. Био је слободан у четвртфиналу, а у полуфиналу је савладао Робина Седерлинга. У финалу га је, међутим, поразио Надал. Меч је завршен после два тај-брејка, оба у корист Шпанца.
Први професионални турнир играо је у Катару, турниру из АТП 250 серије. У четвртфиналу је победио Виктора Троицког, у полуфиналу Цонгу, а у финалу Николаја Давиденка и тако освојио свој први турнир у сезони.
На Отвореном првенству Аустралије је стигао до полуфинала, где га је победио каснији шампион Новак Ђоковић, 7:6(3), 7:5, 6:4. Пре тога је Федерер, победом над Гзавијеом Малисом у трећем колу оборио рекорд Стефана Едберга по броју победа на овом гренд слему — 56. Међутим, ово је био први пут после Вимблдона 2003. да Роџер није актуелни шампион ни на једном гренд слему.
У финалу турнира у Дубаију имао је прилику да се реваншира Ђоковићу, али је поново изгубио, резултатом 3:6, 3:6. На мастерсу у Индијан Велсу, Роџер је стигао до полуфинала, где је по трећи пут изгубио од Ђоковића. Овим поразом пао је на треће место АТП листе. Играо је и у конкуренцији парова са Станисласом Вавринком, али су поражени у финалу од Долгополова и Малиса. У Мајамију је такође испао у полуфиналу, овог пута од Надала.
Играо је на сва три мастерса на шљаци. У Монте Карлу га је у четвртфиналу избацио Јирген Мелцер. У полуфиналу Мадрида је поново изгубио од Надала. У Риму је испао у трећем колу од Ришара Гаскеа.
Као трећи ноцилац, учествовао је на Ролан Гаросу. Без изгубљеног сета је савладао Фелисијана Лопеза, Максима Тексеру, Јанка Типсаревића, Станисласа Вавринку и Гаела Монфиса. У полуфиналу се суочио са Ђоковићем и после четири сета га победио, задајући први пораз Србину у сезони и прекидајући његов низ од 43 везане победе. У једином гренд слем финалу у 2011. се поново суочио са Надалом, и по пети пут изгубио од њега на шљакастом гренд слему.
Да би се одморио за Вимблдон, прескочио је турнир у Халеу. На травнатом гренд слему први пут није био први или други носилац још од 2002. Прва три кола је прошао без изгубљеног сета против Микаила Кукушкина, Адријана Манарина и Давида Налбандијана. У четвртом колу победио је Михаила Јужног, али је изгубио један сет. Међутим, у четвртфиналу је изгубио од Жоа-Вилфрида Цонге иако је освојио прва два сета. Коначан резултат је био 6:3, 7:6(3), 4:6, 4:6, 4:6 за Федерера.
Америчку серију је почео на Роџерс купу у Канади. У првој рунди је био слободан, а у другој је победио Васека Поспишила. У трећој рунди је изгубио од Цонге, други пут узастопно. Затим је учествовао на Мастерсу у Синсинатију, где је бранио титулу. Испао је у четвртфиналу од Томаша Бердиха, након што је победио Дел Потра и Џејмса Блејка.
На Отвореном првенству САД Федерер је прошао до полуфинала без изгубљеног сета, против Сантјага Гиралда, Дудиа Селе, Марина Чилића, Хуана Монака и Жоа-Вилфрида Цонге. У полуфиналу је поново играо против Ђоковића, који га је ту поразио прошле године. Федерер је добро почео меч, освојивши прва два сета. Међутим, Ђоковић је узвратио и освојио следећа два, поравнавши резултат. У петом сету Роџер је имао вођство од 5:3 и 40:15 и сервирао је за меч, али је Ђокович спасио обе меч лопте и преокренуо резултат, на крају победивши са 6:7(7), 4:6, 6:3, 6:2, 7:5.
Федерер се повукао са Мастерса у Шангају и зато пао са трећег на четврто место. Потом је играо турнир у родном Базелу где је победио Потита Стараћеа, Јарка Нијемиена, Ендија Родика, Станисласа Вавринку и, у финалу, Кеја Нишикорија. То му је био први освојени турнир после Катара десет месеци раније.
Крај сезоне је био успешнији за Роџера. Освојио је Мастерс у Паризу по први пут у каријери. На путу до финала савладао је Адријана Манарина, Ришара Гаскеа, Хуана Монака и Томаша Бердиха. У финалу је победио Цонгу са 6:1, 7:6(3). На Завршном мастерсу је био у групи са Надалом, Фишом и Цонгом. Прошао ју је као први са све три победе. У полуфиналу је играо против Давида Ферера и победио у два сета. Турнир је освојио поново савладавши Цонгу, овог пута са 6:3, 6:7(6), 6:3. Ово је био Федереров шести Завршни мастерс у каријери, чиме је претекао рекорд Ивана Лендла и Пита Сампраса, који су имали по пет.
Ова сезона је била најслабија Федерерова сезона још од 2002. године, пошто није освојио ниједан гренд слем турнир, а играо је само у једном финалу. Од мастерса је освојио само Париз. Годину је завршио на трећем месту.

### 2012. Још једном на врху
Федерер је прво наступао у Катару, где је бранио прошлогодишњу титулу. Победио је Давиденка, Жемљу и Сепија, али је био приморан да се повуче из полуфинала са Цонгом. Ово је био тек други пут у Федереровој каријери да се повлачи из неког меча због повреде.
На Отвореном првенству Аустралије побеђује Александра Кудрајвцева у првој рунди. У другој ронду му се предао Андреас Бек. Уследиле су победе над Ивом Карловићем, Бернардом Томићем и Дел Потром. Ушавши у полуфинале, Роџер је постао други играч који је стигао у полуфинале гренд слем турнира а да је имао преко 30 година (први је био Андре Агаси). Ту је изгубио од Надала са 7:6(5), 2:6, 6:7(5), 4:6.
Затим Роџер осваја два АТП 500 турнира - у Ротердаму и Дубаију. У Ротердаму је победио Дел Потра у финалу, а у Дубаију Ендија Марија.
На мастерсу у Индијан Велсу по четврти пут осваја титулу. У полуфиналу се реванширао Надалу за Аустралијен Опен победом у два сета. У финалу игра против Џона Изнера и побеђује са 7:6(7), 6:3. Међутим, у Мајамију испада већ у трећем колу од старог ривала Ендија Родика.
У Мадриду Федерер осваја турнир који се играо на плавој шљаци. До победе је стигао победивши Милоша Раонића, Ришара Гаскеа, Давида Ферера, Јанка Типсаревића и Томаша Бердиха. У Риму испада у полуфиналу, од бранећег шампиона Новака Ђоковића.
На Ролан Гаросу већ у другом колу губи сет од Румуна Унгура, а потом у трећем колу сет од Мауа, као и у четвртом колу од Белгијанца Гофана. Федерер је имао проблема и у мечу са Дел Потром у четвртини финала, јер је изгубио прва два сета, али је потом веома лако преокренуо резултат у своју корист и завршио меч за укупних 3:2. У полуфиналу га је чекао Новак Ђоковић (1). Ђоковић је победио Роџера са 6:4, 7:5, 6:3.
На Вимблдону се ствари одвијају много боље по Роџера. У супротном делу жреба већ у другом колу испада Надал. У првом колу Роџер убедљиво добија Шпанца Рамоса. Ни Италијан Фоњини није имао више среће: побеђен је у три сета. Треће коло могло је да донесе разочарење за Федерера. Француз Бенето је победио у прва два сета, али је Роџер преокренуо резултат и победио га, спречивши изненађење. Коначан резултат је био 4:6, 6:7(3), 6:2, 7:6(6), 6:1. Много бољу партију је пружио против Малиса, иако је изгубио сет: 7:6(1), 6:1, 4:6, 6:3. Меч четвртфинала одиграо је са Јужним и препустио му је свега 5 гемова. Дуго очекивано полуфинале између Федерера и Ђоковића обећавало је много. Додатни мотив Федерера је био тај, да ако освоји Вимблдон, постаје најбољи играч планете и тиме обара рекорд Сампраса од 286 недеља проведених на том месту. Федерер боље отвара меч и добија први сет са 6:3, али у другом Ђоковић узвраћа истом мером. Наредна две сета добија Роџер и то са 6:4, 6:3, за много лакшу победу од очекиване. Следећа препрека ка седмој титули Вимблдона је био Енди Мари. Федерер боље отвара меч и прави рани брејк, али га Мари враћа и још једном прави брејк за 6:4. Потом Федерер подиже ниво игре и седми пут тријумфује на Вимблдону, вративши тиме прво место на АТП листи. На крају је било 3:1 за Федерера.
Олимпијске игре су једино велико појединачно такмичење које није освојио. Због тога су му Летње олимпијске игре 2012. много значиле. Отишао је веома оптимистично али је у првом колу изгубио други сет од Колумбијца Фаље: 6:3, 5:7, 6:3. Друго коло била је освета за тежак меч који му је Бенето приредио неколико недеља раније на Вимблдону: веома убедљивих 6:2, 6:2. У трећој рунди лако пролази Истомина из Узбекистана: 7:5, 6:3. У четвртфиналу победио је америчког представника Џона Изнера са 6:4, 7:6(5). Полуфинале доноси велику борбу против осмог носиоца Хуана Мартина дел Потра (који касније осваја бронзу). Ипак, Федерер односи победу са 3:6, 7:6(5), 19:17. Епски најављивано финале отказао је Новак Ђоковић, јер га је Енди Мари елиминисао на корак до финала. Финале и неочекивано лоша игра Федерера доводи до веома лаког пораза и сребра за Швајцарца.
Следећи турнир Федерер је играо на Мастерсу у Синсинатију. Освојио га је, лаком победом у финалу против Ђоковића у два сета: 6:0, 7:6(9).
На УС Опену, Федерер је стигао до четвртфинала, савладавши Доналада Јанга, Бјорна Фауа, Вердаска и Фиша (који му је предао меч). Четвртфинале је изгубио од Томаша Бердиха са 3:1 у сетовима.
На Шангај Ролекс Мастерсу Федерер је такмичење завршио у полуфиналу, где га је савладао Шкот Енди Мари (6:4, 6:4).
У Базелу га није служио форхенд у финалу те је учешће завршио изгубивши од Хуана Мартина дел Потра (4:6, 7:6(5), 6:7(3))
На завршни мастерс Федерер одлази као други носилац (иза Новака Ђоковића) и долази у групу Б са Давидом Ферером (4), Хуаном Мартином дел Потром (6) и Јанком Типсаревићем (8).
Федерер лако добија Типсаревића 6:3, 6:1, а потом и Ферера 6:4, 7:6 (5) да би изгубио од Хуан Мартина дел Потра са 2:1 (6:7(3), 6:4, 3:6). Ипак, Роџер пролази као први у групи Б и заказује дуел са Енди Маријем (3) у полуфиналу (други пар су чинили Новак Ђоковић (1) и Хуан Мартин дел Потро (6)). Роџер добија меч са 2:0 (по сетовима 7:6 (5), 6:2) и заказује меч са Ђоковићем. Федерер је у оба сета имао по брејк предности, али није успео да их материјализује и изгубио резултатом 6:7(6), 5:7.

### 2013. Проблеми са повредама
Федереров први турнир у сезони је био први гренд слем турнир, Отворено првенство Аустралије. Федерер је постављен за другог носиоца. Без изгубљеног сета победио је Беноа Пера, Николаја Давиденка, Бернарда Томића и Милоша Раонића. Федерер тако улази у 34. узастопно гренд слем четвртфинале, где се овог пута састао са Цонгом. Федерер боље улази у меч и осваја први сет са 7:6(4). Цонга враћа истом мером, али без тај-брејка: 6:4. У трећем сету Федерер поново долази до водства, опет кроз тај-брејк истим резултатом: 7:6(4). Да се Цонга није предао, показао је четвртом сету: 6:3, али на крају Федерер опет бива бољи: 6:3 за коначних: 7:6(4), 4:6, 7:6(4), 3:6, 6:3. Своје учешће Федерер завршава у полуфиналу, где га побеђује Енди Мари, резултатом: 4:6, 7:6(5), 3:6, 7:6(2), 2:6.
Федерер је играо на турниру у Ротердаму (АТП 500 серија), где је бранио титулу. У првом колу побеђује Словенца Грегу Жемљу 6:3, 6:1, а потом и Холанђана Де Бакера 6:3, 6:4. У четвртфиналу га зауставља Француз Бенето 3:6, 5:7.
На турниру у Дубаију, где је такође био бранилац титуле, је у полуфиналу испао од Томаша Бердиха са 2:1 по сетовима: 6:3, 6:7(8), 4:6.
Потом је Федерер играо на првом Мастерсу у сезони, Индијан Велсу, који је освојио прошле године. Постављен је за другог носиоца, одмах иза Ђоковића. Учешће на турниру завршава у четвртфиналу, где га је победио стари ривал Рафаел Надал са 6:4, 6:2. Ово је био 19. меч који је Роџер изгубио од Надала у каријери.
Федерер је након турнира у Индијан Велсу направио дужу паузу, јер како је сам рекао „распоред прави и као отац“. Пропустио је Мајами и Монте Карло. На терен се вратио у Мадрид, али учешће завршава већ у трећем колу. Након поведе над Штепанеком (6:3, 6:3), губи од Нишикорија у три сета: 4:6, 6:1, 2:6. Овим поразом Роџер се још више удаљио од прве позиције.
Да још увек није за „старо гвожђе“ Роџер је доказао у Риму. Тамо је добрим играма, прво против Италијана Стараћеа 6:1, 6:2. Потом је играо са Симоном али му је Француз узео такође само 3 гема. Једно од пријатнијих изненађења турнира, Јиржи Јанович чекао је Федерера у четврт-финалу. Федерер ипак меч добија у 2 сета, 6:4, 7:6(2). Последњи изазов пред велико финале био је Француз Беноа Пер. Пер је направио велико изненађење избацивши Дел Потра. Федерер побеђује и њега, резултатом 7:6(5), 6:4. Тиме је заказао 30. дуел са највећим ривалом - Рафаелом Надалом. Надал је у мечу показао у каквој је форми, и лако добио Федерера са 2:0 по сетовима 6:1, 6:3.
Из разлога одсуства Ендија Марија Федерер је постављен за другог носиоца, иза светског броја 1, Новака Ђоковића. Жреб је, чинило се, био наклоњен Роџеру. У првом колу лако је савладао младог Шпанца Карења Бусту са 3:0, по сетовима 6:2, 6:2, 6:3. Федерер се још мање намучио у другом колу против Индијца Девармана, по сетовима 6:2, 6:1, 6:1. Треће коло Федереру је донело старог познаника Жилијена Бенетоа. Француз је Роџера елиминисао раније током сезоне, те је ово било право време за освету. Освета је дошла, Федерер је славио 3:0 (6:3, 6:4, 7:5). Четврто коло донело је још једног Француза, Жила Симона који је такође елиминисан, али у тесном мечу. При резултату 1:0 за Федерера и 3:3 у другом сету Федерер је пао и благо угануо чланак десне ноге те је имао проблема са бекхендом до средине четвртог сета. На крају је славио Роџер се 3:2 (6:1, 4:6, 2:6, 6:2, 6:3). Трећи Француз у низу био је прејак за Федерера. Шести носилац Жо-Вилфрид Цонга елиминисао је Федерера неочекивано лако: 7:5, 6:3, 6:3.
Припремни турнир за Вимблдон је, како је већ уобичајено, одиграо у Халеу. Као први носилац у првом колу је био слободан, а у другом се састао са домаћим тенисером Седриком-Марселом Штебеом. Немца је елиминисао са 2:0, по сетовима 6:3, 6:3. Након тога састао се са Зверевим кога је почистио за мање од 40 минута игре, 6:0, 6:0. Полуфинале је донело Федереровог великог пријатеља ван терена Томија Хаса. Федерер га је савлдао са 2:1 (3:6, 6:3, 6:4). Исти резултат у сетовима био је и у финалу против Јужног 2:1 (6:7(5), 6:3, 6:4). Ово је била Роџерова прва титула након „поста“ од 10 месеци и титуле на Синсинати мастерсу.
Вимблдон је дочекао као трећи носилац и као бранилац титуле, а као што традиција налаже бранилац титуле отвара програм на Централном терену првог дана турнира. Ривал му је био Румун Ханеску и Федерер га је лако савладао са 3:0 (6:3, 6:2, 6:0). Друго коло донело је можда највећи пораз у каријери. Сергиј Стаховски је избацио Федерера са 3:1 (6:7, 7:6, 7:5, 7:6) и тиме прекинуо његов низ од 36 узастопних гренд слем четвртфинала.
Да би се прилагодио на нови рекет, Федерер је одлучио да игра летње турнире на шљаци. На турниру у Хамбургу (АТП 500) је стигао до полуфинала, где је изгубио од Аргентинца Федерика Делбониса са 0:2 (6:7(7), 6:7(4)).
Из разлога повреде леђа, пропустио је Роџерс куп, а у Синсинатију је стартовао као четврти носилац. У четврт-финалу састао се са Надалом, где губи у напетом мечу са 2:1.
Отворено првенство САД у тенису, последњи од највећих турнира сезоне, дочекао је као седми на свету, што због лоше сезоне, али и лоше форме. Ипак, креће добро, редом падају Жемља и Берлок, обојица са по 3:0. У трећем колу играо је против Француза Манарина где показује најбоље што уме и добија меч са 3:0 (6:3, 6:0, 6:2) за мање од сат и по времена игре. Ниједан одигран сет није трајао дуже од 30 минута. Да сезону у 2013. години треба заборавити, Федерер је показао игром у четвртом колу против Шпанца Робреда. Направио је око 50 неизнуђених грешака и избачен је из даљег такмичења резултатом: 0:3 (6:7 (3), 3:6, 4:6).
Након УС опена направио је паузу и није играо турнире у Азији до Шангај мастерса. Као пети носилац у првом колу је био слободан, а у другом добио је Италијана Сепија 2:0 (6:4, 6:3). Затим је поражен у трећем колу од Монфиса у три сета.
Традиционално, Федерер је пријавио турнир у Базелу и одређен је за трећег носиоца. У репризи финала из прошле сезоне, исход је био исти - Хуан Мартин дел Потро је добио Федерера са 2:1 (7:6 (3), 2:6, 6:4).
На турниру у Паризу, Федерер је стигао до полуфинала победивши у четвртфиналу Хуана Мартина дел Потра са 6:3, 4:6, 6:3 али је изгубио 14. пут од Новака Ђоковића у каријери са 2:1 (4:6, 6:3, 6:2)
На Завршном мастерсу Федерер је као 6. носилац добио групу са Ђоковићем (2), дел Потром (4) и Гаскеом (8).
Први меч одиграо је са Ђоковићем и изгубио га са 2:1 (6-4, 6-7 (2), 6-2). У следећем мечу победио је Гаскеа са 2:0 (6-4, 6-3). Одлучујући меч, који је директно одлучивао о даљој судбини Федерер је у групи одиграо против дел Потра. Победио је резултатом 2:1 (4-6, 7-6 (2), 7-5) после великог преокрета. Последњи меч у сезони одиграо је против Надала у полуфиналу где је Шпанац славио са 2:0 (7-5, 6-3).
Сезона у 2013. години за Федерера није била нарочито добра. По први пут од 2003. није дошао до финала Гренд слема, а ни до Мастерс титуле по први пут од 2008. када је одиграо два финала. Освојио је само један трофеј у целој сезони: Гери Вебер опен у Халеу, што је најлошији резултат још од 2001. и одиграо само 2 финала (Базел и Рим). Сезону је завршио на шестој позицији, најлошијој од 2003. године, а истој као 2002.

### 2014. Освајање Дејвис купа
Федерер је за тренера у првом делу сезоне ангажовао бившег професионалног играча, Швеђана Штефана Едберга. Заједно са Едбергом и Литијем, сталним чланом стручног штаба, одлучио је да се врати на коришћење рекета са нешто већом ударном површином, односно „главом“ рекета. Овај експеримент већ је покушао у 2013.ој години, али безуспешно, низом лоших резултата.
Сезону 2014. Роџер је почео турниром у Бризбејну, једном од припремних турнира за први грен слем сезоне. У првом колу је, као први носилац, био слободан, док се у другом састао са Јарком Нијеминеном и меч је добио са 2:0, по сетовима 6:4, 6:2. У четвртфиналу, домаћа публика није могла да помогне Маринку Матошевићу. Аустралијанац хрватског порекла је изгубио са 6:1, 6:1 за мање од једног сата игре. Полуфинале је донело велику борбу са Французом Шардијем. На крају је Федерер славио са 2:1 (6:3, 6:7(3), 6:3). Финални меч изгубио је од Хјуита са 2:1 (6:1, 4:6, 6:3). Непосредно пред Отворено првенство Аустралије, поводом 10 година своје фондације, Федерер је организовао меч хуманитарног карактера против Жоа Вилфреда Цонге. Током егзибиције појавиле су се многе тениске звезде: Род Лејвер, Лејтон Хјуит, Патрик Рафтер и други. Егзибицију је добио резултатом 6:7(3), 6:3, 7:5.
На првом гренд слему сезоне Федерер је био постављен је за шестог носиоца. У првом колу добио је домаћег такмичара Џејмса Дакворта, а у другом Словенца Блажа Кавчича, обојицу резултатом 3:0. Потом је редом победио Габашвилија (6:2, 6:2, 6:3), Цонгу (6:3, 7:5, 6:4) и Марија (6:3, 6:4, 6:7 (6), 6:3). Победом над Шкотом, Федерер је обезбедио учешће у полуфиналу, где се састао са својим највећим ривалом, Рафаелом Надалом. У, на почетку уједначеном мечу, боље се снашао Шпанац, који је од самог почетка диктирао темпо игре. Резултат је гласио 7:6 (4), 6:3, 6:3. Овим је Надал повео са 23:10 у међусобним дуелима. Након овог турнира, Федерер је пао на осмо место АТП листе.
Након кратке паузе, Федерер је отишао на турнир у Дубаију. У првом колу је победио Бекера 2:0, у другом Штјепанека са 2:1, у трећем Росола са 2:0, да би у полуфиналу одиграо свој 32. међусобни сусрет са Новаком Ђоковићем. Други тенисер света је боље отворио меч и добио први сет, да би Федерер добио друга два и тиме 17. пут победио Србина, резултатом 2:1 (3:6, 6:3, 6:2). Финале је одиграо са Бердихом и славио резултатом 2:1, по сетовима 3:6, 6:4, 6:3.
Ово је била 78. титула за Федерера чиме је претекао Џона Мекенроа по броју титула у појединачној конкуренцији на трећем месту вечите листе.
Први Мастерс сезоне, у Индијан Велсу, Федерер је почео против квалификанта Пола-Анрија Матјеа и победом од 2:0. Исте резултате низао је и против Турсунова, Хаса, Андерсона и Долгополова. Финални меч изгубио је од Ђоковића са 2:1, по сетовима: 3:6, 6:3, 7:6(3). Ипак, захваљујући зарађеним поенима, пеопео за за три места на АТП листи, те је наредну недељу дочекао као пети тенисер света.
Следећи турнир уједно је био и следећи Мастерс. Учешће у Мајамију завршио је у четвртини финала изгубивши од Нишикорија са 2:1 у сетовима. Ипак, с обзиром на то да није учествовао претходне године, дошао је на четврту позицију АТП листе, коју ће држати до краја Вимблдона.
У Монте Карлу је играо финале и изгубио од земљака Вавринке.
Иако је најавио учешће у Мадриду отказао га је у последњем тренутку због трудноће своје супруге Мирославе. Мирка је 6. маја на свет донела два дечака, Леа и Ленија.
Иако је најављена пауза до другог Грен слема сезоне, Федерер је играо Рим мастерс где је у првом колу испао од Француза Шардија.
На Ролан Гаросу Федерер је постављен за четвртог носиоца. Жреб га је распоредио у доњу половину жреба, а у првом колу противник му је био Лукаш Лацко (3:0). Након две победе над Шварцманом (3:0) и Турсуновим (3:1), учешће завршава у четвртом колу. Летонац Гулбис добија неизвестан меч у пет сетова. Након овог турнира Федерер је на конференцији за новинаре изјавио да има осећај „да више није потребан шљаци“.
Почетак сезоне на трави, по обичају је дочекао у Халеу. Као други носилац, иза Надала, у првом колу је био слободан, а затим редом побеђује Соузу (2:1), Тајпејца Луа (предаја) и Нишикорија (2:0) за финале против Колумбијца Фаље. Своју 79. титулу Федерер је обезбедио у два тај-брејка 7:6 (2), 7:6 (3). Федерер је на истом турниру у пару са земљаком Кјудинелијем играо финале у конкуренцији парова.
Форму и класу Федерер је потврдио на Вимблдону. Као четврти фаворит турнира, стигао је до финала где је у драматичном и неизвесном мечу поклекао у петом сету. Ђоковић је добио тај меч са 6:7 (7), 6:4, 7:6 (4), 5:7, 6:4. До финала Роџер је изгубио само један сет, у четврт-финалу против Вавринке.
Након Вимблдона Федерер је узео неколико недеља за одмор. За то време појавио се снимак његовог разговора са Линдси Вон преко "Skype"-а. На снимку током пријатељског разговора Федерер помиње неки изазов "Chocolate Heaven" (срп. чоколадни рај). Догађај је најављен за 16. јул 2014. године. Испоставило се да је у питању био тениски изазов, који се састојао од једног поена, Федереровог сервиса који је био ас. Организатор догађаја је био швајцарски кондитор „Линдт“.
Низ добрих резултата Федерер је наставио на америчкој турнеји. На Роџерс купу поражен је у финалу од Цонге, а у Синсинатију је у финалу био бољи од Давида Ферера.
Низ од четири узастопна финала прекинуо је на четвртом грен слему у сезони. Након победа над Матошевићем, Гротом, Грањолерсом, Баутистом-Агутом и Гаелом Монфилсу, након великог трилера и преокрета у четврт-финалу, ипак је полуфинални изгубио меч од Марина Чилића са 3:0, прилично лако.
Швајцарска је захваљујући Федереру и Вавринки изборила финале Дејвис купа, поразивши Италију са 3:2.
Успеси су се за Федерера наставили и у Азији. Након што је у другом колу спасао чак пет меч лопти против Леонарда Мајера Федерер је наставио са добрим резултатима и у полуфиналу турнира у Шангају избацио први рекет планете Новака Ђоковића. У финалу је савладао Жила Симона са 2:0 - 7:6 (6), 7:6 (2) и освојио свој 23. мастерс у каријери.
Овим резултатом, Федерер се вратио на другу позицију на светској ранг-листи и оставио реалну могућност за повратак на прво место планете.
Након тријумфа у Шангају, Федерер је нову титулу освојио у свом родном Базелу где је у финалу лако савладао Давида Гофана са 6:2, 6:2.
На последњем Мастерс турниру сезоне у Паризу, Федерер је имао шансе да угрози Ђоковића на првом месту АТП листе, међутим, поражен је у четвртфиналу од Милоша Раонића резултатом 6:7, 5:7.
Завршни турнир у години, АТП Финале у Лондону, Швајцарац игра у групи са Раонићем, Нишикоријем и Маријем. Федерер је добио сва три меча у групи, и то све у два сета, (6:1, 7:6 против Раонића, 6:3, 6:2 против Нишикорија и 6:0, 6:1 против Марија). Федерер се као први у својој групи, у полуфиналу састао са сународником Станом Вавринком, кога је победио у драматичном мечу, 4:6, 7:5, 7:6.
У великом финалу последњег турнира у години, Федерер је требало да се састане са Ђоковићем, али је предао меч без борбе, због повреде. Федерер се нашао на мети критика због оваквог потеза, и будући да га је очекивао меч у финалу Дејвис Купа (такмичење у ком Федерер никада до тада није тријумфовао), многи су сматрали да се ради о тактичком потезу са циљем чувања снаге.
Федерер је годину окончао као други рекет света.

### 2015. Гренд слем финала на Вимблдону и Ју-Ес Опену
По традицији, Федерер је нову тениску сезону отпочео наступом на турниру категорије 250 у Бризбејну. Федерер је овом аустралијском граду освојио титулу, победивши на путу до финала Џона Милмана, Џејмса Дакворта, Григора Димитрова, док је у финалу савладао Милоша Раонића у финалу, резултатом 6:4, 6:7, 6;4.
Очекивало се од Федерера да стигне до саме завршнице на првом грен слему сезоне, Аустралијан Опену, али, Швајцарац је неочекивано поражен већ у трећем колу када га је победио Италијан Андреас Сепи 6:4, 7:6, 4:6, 7:6.
На турниру у Дубаију, на коме је Федерер претходно побеђивао шест пута, поново је освојио титулу после победе над Ђоковићем у финалу, 6:3, 7:5.
И на првом Мастерс турниру у сезони, Швајцарски маестро бележио је добре резултате. Редом је побеђивао Шварцмана, Сепија, Сока, Бердиха, Раонића, па је у новом дуелу против Ђоковића у финалу имао шансу да освоји 24. Мастерс титулу у каријери. Ипак, Ђоковић је изашао као победник после три одиграна сета, 6:3, 6:7, 6:2.
Федерер није наступао на мастерсу у Мајамију, а сезону турнира на европској шљаци отворио је наступом на мастерсу у Монте Карлу. Тамо је поражен у трећем колу од Француза Гаела Монфиса, 4:6, 6:7.
После ране елиминације у Монте Карлу, Федерер је заиграо на турниру у Истанбулу, који се те године одржао по први пут. Федерер је освојио титулу победом над Паблом Куевасом у финалу (6:3, 7:6), међутим, на путу до пехара није савладао ни једног топ двадесет играча.
Такмичење на мастерсу у престоници Шпаније, Мадриду, Федерер је завршио на самом старту, поразом од Ника Киријоса.
Много бољи наступ, Швајцарски тенисер забележио је већ у Риму, где је у још једном финалу против Ђоковића поражен у два сета, 4:6, 3:6.
Други носилац Федерер је био на Ролан Гаросу. На старту другог грен слем турнира у сезони савладао је Колумбијца Алехандра Фаљу, 6:3, 6:3, 6:4. У другом колу забележио је победу, такође у три сета, над Марселом Гранољерсом, 6:2, 7:6, 6:3. Проблеме Федерер није имао ни у трећем колу, те је забележио још једну победу у три сета, против Дамира Џумхура, 6:4, 6:3, 6:2.
Први јачи отпор пружио му је домаћи тенисер, Гаел Монфис, у четвртом колу, али Федерер је тријумфовао са 6:3, 4:6, 6:4, 6:1.
У четвртфиналу, Федерер се састао са сународником Вавринком и доживео је убедљив пораз. Вавринка, каснији шампион, славио је са 6:4, 6:3, 7:6.
Већ на трави Хелеа, Федерер је освојио нову титилу, а у финалу је победио Андреаса Сепија.
На свом најуспешнијем грен слем турниру, Вимблдону, Федерер је био други носилац. Такмичење је почео убедљивим победама против Џумхура, 6:1, 6:3, 6:3, и Кверија, 6:4, 6:2, 6:2. У трећем колу Швајцарац је изгубио сет против Аустралијанца Сема Грота, победивши са 6:4, 6:4, 6:7, 6:2. Све до самог финала, Федерер неће имати значајнијих проблема. У четвртом колу победио је Роберта Баутисту Агута, 6:2, 6:2, 6:3, у четвртфиналу увек незгодног Француза Жила Симона, 6:3, 7:5, 6:2.
Највећи тест у дотадашњем току турнира Федерера је чекао у полуфиналу, против трећег носиоца, домаћег фаворита Ендија Марија, шампиона из 2013. Међутим, Федерер је био и више него убедљив, савладавши Марија са 7:5, 7:5, 6:4.
У великом финалу најпрестижнијег турнира на свету, Федерер се у репризи финала из 2014. састао са великим ривалом и првим рекетом света, Новаком Ђоковићем. Поново је виђена велика борба. Ђоковић је први сет решио у своју корист у тај брејку, резултатом 7:1. Напето је било и у другом сету, када је Федерер спасао вишеструке сет лопте Ђоковића, да би на крају изједначио у тај брејку другог сета који је освојио са 10:8.
Ђоковић је био бољи у трећем сету, добивши га са 6:4, па је тако повео са 2:1 по сетовима.
Ипак, до репризе финала из 2014. када је играно свих пет сетова није дошло, па је Ђоковић решио финале у своју корист у четвртом сету, освојивши тако свој трећи Вимблдон. Ђоковић је славио са 7:6, 6:7, 6:4, 6:3.
Било је то Федерерово десето финале Вимблдона, и трећи пораз у мечу за титулу, пошто је претходно 2008. поражен од Надала и 2014. од Ђоковића.
Федерер није наступао на мастерсу Монтреалу, али на свом првом турниру после финала на Вимблдону, мастерсу у Синсинатију, Швајцарац је стигао до финала. Пошто је у полуфиналу поново савладао Марија, 6:4, 7:6, Федерер се још једном састао са Ђоковићем. Федерер је одиграо један од најбољих мечева у години и победио првог играча света са 7:6, 6:3. Тако је Федерер освојио своју 24. Мастерс титулу. На листи играча по укупном броју освојених Мастерс титула, Федерер се налази на трећем месту, иза Надала и Ђоковића.
Већ на Ју-Ес Опену долази до новог грен слем финала са Ђоковићем. На путу до финала, Федерер је редом побеђивао Мајера, Дарсија, Колшрајбера, Изнера, Гаскеа и Вавринку, и то без изгубљеног сета. Без обзира на фантастичне партије у дотадашњем току турнира, Федерер није могао против Ђоковића који је добио меч са 6:4, 5:7, 6:4, 6:4.
Након Ју-Ес Опена, Федерер је наступао за репрезентацију Швајцарске у Дејвис Купу, у мечу против Холандије. Остварио је обе победе. Међутим, на мастерсу у Шангају, поражен је на старту, од 70. играча на АТП листи, Алберта Рамоса Вињоласа.
У Базелу је Федерер одбранио титулу победивши Рафаела Надала у финалу, са којим се није састао скоро две пуне године од јануара 2014. и полуфинала на Аустралијан Опену. Федерер је славио у три сета, 6:3, 5:7, 6:3.
Тако је Федерер добио свој 11. дуел против Надала, док је Шпанац победио чак 23. пута.
Швајцарац, који бележи одличне резултате у дворанским условима, неочекивано је поражен на мастерсу у Паризу, када је у три сета изгубио од Џона Изнера у трећем колу.
На такмичењу на завршном мастерсу у Лондону, Федерер је играо у групи са Ђоковићем, Бердихом и Нишикоријем.
У свом првом мечу, лако је савладао Томаша Бердиха са 6:4, 6:2 да би потом победио и Ђоковића, такође у два сета, 7:5, 6:2. Након још једне победе над Нишикоријем, 7:5, 4:6, 6:4, Федерер се пласирао у полуфинале са максималним учинком од три победе. У полуфиналу, у репризи меча из 2014. Федерер је поново славио против Вавринке 7:5, 6:3.
По други пут се Федерер састао са Ђоковићем, овај пут у финалу, али доживео је пораз, 3:6, 4:6.
Федерер је годину завршио на трећој позицији, иза Новака Ђоковића и Ендија Марија.

### 2016. Операција колена и дужа пауза
На старту сезоне, Федерер је поново наступао у Бризбејну. Као и 2015. у финалу се састао са Милошем Раонићем, али је сада изашао као поражени, пошто је Канађанин решио меч у своју корист, 6:4, 6:4.
Федерер је на Аустралијан опену био постављен за трећег носиоца и нашао се у истој половини жреба са Новаком Ђоковићем. Изгубивши само један сет (од Григора Димитрова у трећој рунди), Федерер се пласирао у полуфинале турнира у Мелбурну. Трећи пут заредом на гренд слему, али овог пута не у финалу, састао се са првим тенисером света, Новаком Ђоковићем. У њиховом 45. дуелу, Ђоковић је славио са 6:1, 6:2, 3:6, 6:3.
Недуго након пораза у полуфиналу Аустралијан опена, Федерер је објавио да је покидао менискус. Након операције колена, Федерер је направио паузу, а свој први наступ после скоро више од два месеца имао је на Мастерсу у Монте Карлу пошто је претходно отказао Мајами Мастерс због стомачног вируса. У Монаку га је савладао Жо-Вилфрид Цонга, 3:6, 6:2, 7:5.
Федерер је отказао учешће на Мастерсу у Мадриду због повреде леђа, а због исте повреде био је под знаком питања његов наступ у Риму. И поред тога што није играо у Мадриду, Федерер се на неко време попео на другу позицију на свету после тог турнира. У Риму је одиграо меч другог кола и савладао Александра Зверева у два сета да би у наредном колу изгубио од Доминика Тима. Федерер се повукао са Ролан Гароса чиме је окончао свој рекорд од 65 учешћа на гренд слем турнирима за редом који је започео још 2000. на Аустралијан опену.
Федерер се вратио на тениске терене средином јуна, али је на турнирима у Штутгарту и Халеу, на којима је раније освајао титуле, поражен оба пута у полуфиналу.
На Вимблдону, упркос нешто слабијој игри као последици повреде и операције, Федерер је стигао до полуфинала. На путу до полуфинала је морао да преокрене меч против Марина Чилића у четвртфиналу у ком је губио 2-0 у сетовима и спасао три меч лопте на путу до победе, 6:7(4), 4:6, 6:3, 7:6(9), 6:3. Федерер је тим тријумфом изједначио рекорд Џимија Конорса по броју полуфинала на Вимблдону (11) и укупном броју победа на том турниру (84). У полуфиналу је опет играо неизвесних пет сетова, али је овај пут изгубио од Милоша Раонића, 3:6, 7:6(3), 6:4, 5:7, 3:6.
Због ризика од обнављања повреде колена, Федерер је најавио да ће пропустити Олимпијске игре у Рију 2016. и да ће се вратити тенису тек почетком следеће сезоне.

### 2017. Пети Аустралијан опен и осми Вимблдон
Федерер је сезону започео Хопман купом где је са сународницом Белиндом Бенчич представљао Швајцарску. Са скором 2-1, учешће су завршили у групној фази турнира. Следећи турнир на ком је Федерер наступао био је Аустралијан опен где је услед лоших резултата из претходне сезоне био постављен тек за 17. носиоца у жребу. Добивши тешке мечеве против Кеиа Нишикорија у осмини финала и сународника Стена Вавринке у полуфиналу, успео је да се пласира у финале. Тамо је преоктретом у 5. сету савладао Рафаела Надала 6:4, 3:6, 6:1, 3:6, 6:3 и освојио своју 18. гренд слем титулу у каријери. Ово финале је уједно било Федереров 100. меч у Мелбурну и први тријумф над Надалом у гренд слем финалу још од Вимблдона 2007. Освајањем ове титуле, Федерер се вратио у првих 10 на свету, заузевши 10. позицију.
У марту је Федерер наступао на првом Мастерсу сезоне у Индијан Велсу. Поново је савладао Надала када су се сусрели у 4. колу, а у финалу је победио Стена Вавринку 6:4, 7:5. Тријумфом у Индијан Велсу, Федерер је освојио своју 25. Мастерс титулу у каријери.
Већ на следећем Мастерс турниру у Мајамију је повећао тај број пошто је у финалу савладао Надала 6:3, 6:4. Тиме је успео да по трећи пут у каријери освоји турнире у Индијан Велсу и Мајамију узастопно (2005, 2006. и 2017.) и да скочи на 4. позицију на АТП листи.
Након тријумфа у Мајамију, Федерер је одлучио да прескочи сезону на шљаци, укључујући и други гренд слем турнир у сезони, Ролан Гарос.
Федерер се вратио на почетку сезоне траве и одиграо два припремна турнира пред Вимблдон: на првом, у Штудгарту, испао је већ у првој рунди, док је на Хале опену освојио 9. титулу на том турниру, без изгубљеног сета.
На Вимблдону је Федерер постављен за 3. носиоца. Прва четири кола је прошао без изгубљеног сета, с тим што му је у првом колу, пошто је освојио један сет, меч предао Александар Долгополов (победа у том мечу је била Федерерова 85. на Вимблдону чиме је поставио нови рекорд). У четвртфиналу се реванширао Милошу Раонићу за пораз на прошлогодишњем турниру резултатом, 6:4, 6:2, 7:6(4), док је у полуфиналу у тесном мечу после два тај-брејка успео да порази Томаша Бердиха и да се пласира у своје 11. финале на Вимблдону. Тамо се састао са Марином Чилићем кога је поразио са 6:3, 6:1, 6:4, да би дошао до своје 19. гренд слем титуле и осмог Вимблдона, чиме је оборио рекорд који је до тада делио са Питом Сампрасом. Федерер је такмичење завршио без изгубљеног сета (претходно му је то пошло за руком само на једном другом гренд слему, Аустралијан опену 2007.) и постао је најстарији шампион Вимблдонског турнира у опен ери тениса. Такође је поправио своју позицију на АТП ранг листи за два места, прешавши са пете на трећу позицију на свету, и обезбедио учешће на завршном турниру године рекордни 15. пут.
Три недеље после освајања Вимблдонске титуле, Федерер је започео америчку серију на Мастерс турниру у Монтреалу где се пласирао у финале које је изгубио од Александра Зверева. У финалном мечу је обновио повреду леђа и зато одлучио да прескочи Синсинати Мастерс.
На Ју-Ес опену, Федерер је прошао у трећу рунду после два тешко добијена меча у пет сетова против Френсиса Тијафоа и Михаила Јужног. Догурао је до четвртфинала где се састао са Хуаном Мартином дел Потром од кога је изгубио финале Ју-Ес опена 2009. Дел Потро га је поново избацио са турнира резултатом, 7:5, 3:6, 7:6(8), 6:4.
Следећи турнир на ком је Федерер учествовао је био Лејвер куп, егзибиционо такмичење чијем је настанку допринео његов менаџментски тим. Играјући за тим Европе, Федерер је другог дана такмичења поразио Сема Кверија у два сета. Касније истог дана је изашао на терен да игра у паровима са Рафаелом Надалом у њиховом историјском првом мечу на истој страни мреже. Федерер и Надал су после одлучујућег супер тај-брејка тријумфовали над америчком комбинацијом Сок/Квери. У последњем мечу на турниру, Федерер је осигурао победу тима Европе на Лејвер купу тако што је поразио Ника Кириоса уз спашену меч лопту, 4:6, 7:6(6), [11:9]. Федерер је освојио укупно 7 поена за свој тим и био је најуспешнији играч на такмичењу.
На Шангај Мастерсу је, после првих пар неубедљивих партија, Федерер успео одличном игром у полуфиналу да се реваншира Хуану Мартину дел Потру за пораз на Ју-Ес опену. У финалу се састао са Рафаелом Надалом четврти пут у 2017. и по четврти пут је забележио победу. Федерер није изгубио сервис од Надала још од финала Аустралијан опена. Следећи турнир је играо у свом родном Базелу где се трећи турнир за редом састао са дел Потром, овога пута у финалу. Федерер је однео победу над Аргентинцем после три сета и освојио своју 8. титулу у Базелу и 95. у каријери, чиме је преузео друго место по укупном броју титула у историји тениса од Ивана Лендла. На дан финала, Федерер је отказао учешће на Париз Мастерсу који се играо одмах наредне недеље.
На завршном турниру сезоне у Лондону, Федерер је остварио све три победе у групној фази такмичења тријумфима над Џеком Соком, Александром Зверевим и Марином Чилићем, и пласирао се у полуфинале као први у својој групи.
Швајцарац је у полуфиналу поражен од Давида Гофена у три сета. Сезону је завршио као други тенисер света са свега пет изгубљених мечева и освојених седам титула.

### 2018. Трећи период доминације; Светски број 1
Као и претходну, Федерер је сезону започео са Белиндом Бенчич на Хопман купу. На путу до финала Федерер је победио Јуичија Сугиту (Јапан), Карена Хачанова (Русија) и Џека Сока (САД) са по 2-0 у сетовима. Швајцарци су се састали са Немцима у финалу и славили са 2-1. Федерер је победио Александра Зверева, Бенчич изгубила од Анџелик Кербер, а Швајцарци су заједно славили у дублу и донели трећу Хопман куп титулу својој репрезентацији.
Учешће на Аусталијан опену Федерер је започео победом над Аљажом Беденеом у првом колу. Низ добрих резултата наставио је победама у три сета над Јаном-Ленардом Штруфом, Ришаром Гаскеом, Мартоном Фучовичем и Томашом Бердихом. У полуфиналном мечу млади Јужнокорејац Хјон Чунг предао је меч Федереру при резултату 6:1, 5:2. У репризи прошлогодишњег финала Вимблдона, Федерер се састао са Хрватом Марином Чилићем и по први пут на турниру је изгубио сет, али је ипак успео да тријумфује, 6:2, 6:7, 6:3, 3:6, 6:1. Својим шестим трофејом, Федерер се изједначио са Новаком Ђоковићем и Ројом Емерсоном по броју титула на Аустралијан опену и истовремено је повећао свој рекорд по броју гренд слемова на 20. Федерер је остао на другој позицији АТП листе по завршетку турнира, иза Рафаела Надала, али је значајно смањио заостатак на свега 155 поена.
Федерер је изненадио светску јавност наступивши на турниру у Ротердаму, са циљем да се врати на прво место АТП листе. За тај успех било му је потребно полуфинале турнира у Холандији. Федерер је савладао Бемелманса (2—0) и Колшрајбера (2—1) и пласирао се у четвртфинале где је, након изгубљеног првог сета од домаћег тенисера, Хасеа, преокренуо и славио са 2-1. Том победом, Федерер је постао најстарији светски број 1 у историји АТП рангирања. У полуфиналу Федерер је савладао "срећног губитника" Сепија, а у финалу бугарског тенисера, Григора Димитрова. То је била Федерерова 97. титула у каријери у сингл конкуренцији, друга у сезони.
Након што је пропустио трећи Ролан Гарос заредом, наступио је на турниру серије 250 у Штутгарту. У осмини финала победио је 54. тенисера света Мишу Зверева (3:6, 6:4, 6:2), у четвртфиналу Гвида Пељу (6:4, 6:4), у полуфиналу Ника Кириоса (6:7, 6:2, 7:6), да би се у финалу састао са Милошем Раонићем. Федерер и из тог меча излази као победник (6:4, 7:6) и долази до 98. титуле у каријери, треће у сезони и по пети пут се враћа на прво место на АТП листи.
Одмах након титуле у Штутгарту, наступио је на турниру у Халеу, где је до сада тријумфовао рекордних девет пута. На путу до финала је елиминисао Словенца Беденеа, Француза Пера, Аустралијанца Метјуа Ебдена и Американца Дениса Кудлу. У финалу га је зауставио Борна Ћорић (6:7, 6:3, 2:6).
Постављен за првог носиоца на трећем грен слему сезоне, Федерер је стигао до четвртфинала где га је после великог преокрета и сачуване меч-лопте савладао Кевин Андерсон са 3:2 (2:6, 6:7(5), 7:5, 6:4, 13:11)
Након веома болног пораза од Андерсона, Роџер је наступио на турниру у Синсинатију, где није успео да дође до осмог пехара. Пласирао се у финале, где је поражен од Новака Ђоковића (4:6, 4:6).
На последњем гренд слему сезоне (УС Опену), Федерер је у прва три кола тријумфовао без изгубљеног сета. На путу до осмине финала победио је Јапанца Нишиоку (6:2, 6:2, 6:4), по други пут у сезони Француза Беноу Пера (7:5, 6:4, 6:4), и Ника Кириоса (6:4, 6:1, 7:5). И када су сви очекивали велики окршај са Ђоковићем у четвртфиналу, Федерер је запрепастио све испадањем у осмини финала од Аустралијанца Џона Милмана и то после добијеног првог сета (6:3, 5:7, 6:7, 6:7).
Крајем септембра 2018, наступио је на Лејвер купу у Чикагу, где победио Ника Кириоса 2-0 у сетовима и Џона Изнера са 2-1.
На турниру серије 1000 у Шангају није успео да одбрани титулу. У полуфиналу је изгубио од Борне Ћорића.
На турниру у Базелу, Роџер успева да одбрани титулу. У Финалу је победио Румуна Копила са (7:4, 6:4) и дошао до четвртог трофеја у 2018. години, односно 99. у каријери.
Следећа Роџерова станица је био турнир серије 1000 у Паризу. У осмини финала је требало да игра против Милоша Раонића, али је Раонић предао пре почетка меча, па је Федерер први меч одиграо у осмини финала, где је савладао Фабија Фоњинија без проблема са 6:4, 6:3. Федерер је у четвртфиналу приказао још бољу игру против Кеја Нишикорија (6:4, 6:4). У полуфиналу, непремостива препрека је поново био Новак Ђоковић. Меч је заиста био неизвестан од првог до последњег поена (6:7, 7:5, 6:7), што је био први пораз Федерера у дворани у 2018. години.
Шеснаести пут у каријери, Федерер се квалификовао на завршни мастерс у Лондону. Нашао се у групи са Кевином Андерсоном, Нишикоријем и Домиником Тимом. Иако је од Нишикорија први меч изгубио (6:7, 3:6), Федерер је ипак завршио као први у групи, јер је победио Тима (6:2, 6:3) и Андерсона (6:4, 6:3). Ипак, у полуфиналу Роџер је поражен у веома неизвесном мечу од Александра Зверева (5:7, 6:7).
Тако је Федерер 2018. годину ипак завршио као трећи на АТП листи, са четири освојене титуле и билансом од 52 победе и 10 пораза.

### 2019. Повратак на шљаку после три године, 100. титула
Сезону је Федерер отворио учешћем на Хопман купу, где је однео четири победе без изгубљеног сета. Такође, у конкуренцији микс-дублова, у пару са Белиндом Бенчич је освојио Хопман куп. Роџер и Белинда су победили пар Серена Вилијамс/Тијафо, затим поражени од пара Сакари/Циципас, да би на крају савладали Анџелику Кербер и Александра Зверева.
Први гренд слем у сезони се завршио неславно за Федерера. Роџер јесте победио Истомина, Фрица и Еванса са по 3:0 у сетовима, али је у осмини финала поражен од Стефаноса Циципаса, поново у врло тесном мечу 1:3 (7:6, 6:7, 5:7, 6:7). Након овог пораза, Федерер је најавио повратак на шљаку, јер су му били потребни бодови да би се вратио у врх АТП листе, пошто је након губитка титуле на Аустралијан опену пао на шесто место.
Након Аустралије, у Дубаију, Федерер долази до 100. освојене титуле у каријери. У финалу је савладао младог перспективног Грка Циципаса, који га је елиминисао у Мелбурну, и тако му се осветио за пораз на првом гренд слему сезоне. То је осми трофеј Федерера у Дубаију, у чему такође држи рекорд. Наредни турнир на ком је наступио, био је Индијан Велс, где је, као и прошле године стигао до финала. У борби за титулу је поражен од Доминика Тима (6:3, 3:6, 5:7), чиме га је управо Аустријанац заменио на четвртом месту АТП листе.
И на трећем турниру заредом, Федерер стиже до финала. И то у Мајамију, где осваја и четврту титулу, укупно 101. у каријери. На путу до финала, савладао је Албота, Крајиновића, Медведева, Андерсона, и Шаповалова, при чему је само у првом мечу изгубио сет. У борби за титулу, био је бољи од Џона Изнера (6:1, 6:4).
На шљаку се вратио у Мадриду, где га је сачекао изузетно тежак жреб. У другом колу је лако савладао Ришара Гаскеа, да би у следећем мечу дошло до трилера против Гаела Монфиса. Након првог сета, који је Роџер решио са 6:0 за 18 минута, чинило се да неће бити проблема. Међутим, Монфис добија други, а у трећем је виђена драма. Много брејк лопти у важним тренуцима за обојицу, па и две меч лопте за Француза, али се Швајцарац извукао и у тај брејку славио. Као што се и очекивало, у четвртфиналу је поново непремостива препрека био Аустријанац Тим (6:3, 6:7(11—13), 4:6). Занимљиво је то што је Федерер у овом мечу имао две пропуштене меч лопте, као и Монфис у претходном против њега. У Риму је киша одложила све мечеве за цео један дан, па је већина тенисера (и Роџер) морала да игра два меча у једном дану. Оба меча, Федерер је добио. Прво против Португалца Соузе, а затим, пар сати касније и против Ћорића, где је у тај-брејку одлучујућег сета спасао две меч лопте. Ипак, повукао се пред четвртфинални меч рекавши да није 100% физички спреман, те се окренуо припремама за Ролан Гарос.
На другом гренд слему сезоне, Федерер је након четири лаке победе од по 3:0 дошао до четвртфинала, у ком се сударио са земљаком Вавринком где је успео да добије изузетан меч резултатом 3:1. У полуфиналу га је по обичају зауставио највећи ривал Рафаел Надал. У изузетно ветровитим условима, Швајцарац није могао ништа више од три часно изгубљена сета.
Одлучио је да не брани титулу у Штутгарту и да турнир у Халеу буде једина припрема за Вимблдон. Хале је освојио, и то по десети пут у каријери. На путу до титуле, пали су Милман, Цонга, Баутиста Агут, Ербер и Гофан. То је био Роџеров 102. пехар.
У полуфиналу Вимблдона је победио Рафаела Надала 3:1 у сетовима и реванширао му се за пораз на претходном гренд слему. У финалу је доживео један од најтежих пораза у каријери, јер је у финалу против Новака Ђоковића пропустио две везане меч лопте на свој сервис при резултату 8:7 у гемовима и 40:15 у петом сету. Након Вимблдона, појавио се у Синсинатију, где га је у трећем колу елиминисао Рус Андреј Рубљов.
На последњем гренд слему у сезони, Роџер је поражен у четвртфиналу од Григора Димитрова у пет сетова иако је имао предност од 2:1.
Са тимом Европе је по трећи пут заредом освојио Лејвер куп победивши Кириоса и Изнера, као и пар Шаповалов
/Сок у тандему са Зверевим. Након ране елиминације са турнира у Шангају, Федерер је по јубиларни десети пут освојио Базел, након чега је одустао од турнира у Паризу и окренуо се припремама за завршетак сезоне у Лондону, где је после дужег времена савладао Новака Ђоковића, али то је било довољно само за улазак у полуфинале, у ком је заустављен и трећу годину заредом.

### 2020. Полуфинале Аустралије, операција колена
Роџер је планирао учешће на летњим олимпијским играма у Токију, због чега је прескочио АТП куп почетком јануара да би растеретио свој распоред. 21. учешће на Аустралијан Опену је по осми пут завршио међу четири најбоља, што му је 15. гренд слем турнир на ком је поражен у тој фази такмичења. Треба напоменути да у полуфиналу није био у стању да пружи максимум, јер се током меча борио са повредом десног колена. Крајем фебурара је имао операцију колена, због чега ће пропустити целу сезону. Најављује повратак на почетку 2021. године.

## Ривалства
У ранијим годинама, Федерерови највећи ривали су били Лејтон Хјуит, Енди Родик, Давид Налбандијан и Марат Сафин. Касније су то постали Рафаел Надал, Новак Ђоковић и Енди Мари (играчи који са Федерером чине Велику четворку), као и Станислас Вавринка и Хуан Мартин Дел Потро.

### Ривалство са Надалом
Федерер и Рафаел Надал су професионални тенисери и велики ривали. Њих двојица су се држали прве две позиције на АТП листи од јула 2005. до августа 2009. Федерер је био 1. на свету рекордних 237 узастопних недеља од фебруара 2004, а Надал, који је 5 година млађи, Други светски тенисер од јула 2005, оставши ту рекордних 160 узастопних недеља пре него што је престигао Федерера августа 2008. Међутим, Федерер се за мање од годину дана поново вратио на прву позицију прешавши Надала јула 2009.
Играли су један против другог 40 пута, а Надал је добио 24 меча.
Осим тога што су најдуже били бројеви 1 и 2 на АТП листи, постоје још многе занимљивости у вези са њиховим ривалством:
- Од марта 2005. до јула 2009, њих двојица су успели да освоје 17 од 18 гренд слемова (од Ролан Гароса 2005. до Вимблдона 2009. нису освојили само Отворено првенство Аустралије 2008.) и 24 од 38 турнира АТП мастерс серије. У току тог периода, Федерер и Надал су освојили 11 узастопних гренд слемова, почевши од Ролан Гароса 2005. до Отвореног првенства САД 2007. Тако су постали једини пар у историји са три различита гренд слема (2005—2008 Ролан Гарос за Надала, 2003-2007 Вимблдон и 2004—2008 Ју-ес опен за Федерера) које су освојили бар четири пута узастопно за време 5 година доминације (2004—2008).
- Федерер је имао најдоминантнијих 4 година у историји тениса, од мастерс купа 2003. до мастер купа 2007. Освојио је 43 турнира, укључујући 12 гренд слемова, 4 мастерс купа и 13 турнира мастерс серије. Његов однос победа и пораза је био 320:24, што је укључивало и 6:8 против Надала.
- Надал је непрестано заустављао Федерера у његовом покушају да освоји Ролан Гарос и тиме комплетира своје трофеје са гренд слемова. Рафаел Надал је успевао да порази Роџера 4 пута узастопно на шљакастом гренд слему (2005—2008) и то једном у полуфиналу, а три пута у финалу. На крају је Федерер ипак успео да освоји Ролан Гарос, и то у финалу без Надала, када је победио Робина Седерлинга у финалном мечу 2009.
- Не само да и Федерер и Надал поседују рекорде по броју узастопних победа на једној подлози (Федерер на трави и бетону, а Надал на шљаци), већ је низ обојице прекинуо онај други.
- Три узастопне године, њих двојица су играли у финалу Вимблдона и Ролан Гароса плус још два турнира на шљаци мастерс серије. Рафаел је освојио све Ролан Гаросе и 5 од 6 мастерс турнира, а Роџер 2 од 3 Вимблдона.
- Они су једини тенисери који су играли један против другог у 9 гренд слем финала.[150]
- Њихово финале Вимблдона 2008. су многи тениски стручњаци прогласили за најбољи меч у историји.[151][152][153]
- Играли су дванаест финала мастерс турнира један против другог што је рекорд.
- Многи људи сматрају да је њихово ривалство највеће у историји тениса.[153][154][155][156]
- Федерер се повукао из тениса мечом 23. септембра 2022. године, меч је био у дублу са Надалом „са исте стране”.[157]

### Ривалство са Ђоковићем
Федерер и Ђоковић састали су се 50 пута, а Србин води са 27:23. Ђоковић води са 20:18 на бетону, 3:1 на трави а изједначено је на шљаци, 4:4. Ривалство Федерера и Ђоковића је највећи ривалитет у гренд слем историји са рекордних 16 одиграних мечева, најчешће у полуфиналима. Ђоковић је једини играч поред Надала који је победио Федерера на више гренд слем турнира још од 2004, једини играч поред Надала који је победио Федерера на гренд слем турнирима два пута узастопно (2010. УС Опен и Аустралијан Опен 2011).
Сусрели су се у деветнаест финала и резултат је 13:6 за Ђоковића. Играли су један против другог у пет гренд слем финала, Отвореном првенству САД 2007, где је тријумфовао Федерер и 2015. победио Ђоковић и три пута на Вимблдону 2014, 2015. и 2019. где је тријумфовао Ђоковић.
Федерер је окончао савршен старт сезоне Ђоковића (41:0) победом у полуфиналу Отвореног првенства Француске 2011, али је Ђоковић успео да победи на УС Опену у пет сетова након спашавања две меч лопте против Федерера другу годину заредом. У полуфиналу Вимблдона 2012, Федерер је победио и светског броја један Ђоковића у четири сета. Многи стручњаци сматрају ривалство између Федерера и Ђоковића, као једно од најбољих ривалстава у Опен ери, поготово на бетону где су одиграли чак 35 мечева.
На мастерс купу 2014. Федерер је предао меч Ђоковићу у финалу и то је први пут у историји тог такмичења да се један тенисер повукао на финалном мечу.
Рекорди
- Рекорд од 17 мечева који су одиграли један против другог на гренд слему.
- Једини играчи у историји који су се сусрели 11 пута у гренд слем полуфиналу.
- Рекорд од 6 мечева који су одиграли један против другог на УС Опену.
- Рекорд од 5 узастопних мечева који су одиграли један против другог на једном гренд слем турниру (на УС Опену).

### Ривалство са Маријем
Федерер и Енди Мари су се састали 25 пута и Федерер води 14:11. Ниједан меч нису одиграли на шљаци, док на бетону Федерер води са 12:10, а на трави са 2:1.
На гренд слем турнирима су играли 6 пута (Федерер води 5:1), а прва три дуела су одиграли у финалу (сва је добио Федерер). На турнирима из Мастерс серије, Мари води 6:3 укупно и 2:0 у финалима. На Мастерс купу су се сусрели 5 пута, с тим да је Мари добио први сусрет, а Федерер преостала 4. 2012. су играли финале Олимпијских игара у Лондону један против другог и Мари је добио тај меч 6:2, 6:1, 6:4.
Иако је на почетку ривалства Мари имао предност у њиховим међусобним мечевима, у каснијим годинама је Федерер у потпуности преокренуо резултат, добивши пет последњих дуела са само једним изгубљеним сетом. Иначе, Мари је једини играч поред Надала и Ђоковића који има више од 10 тријумфа над Федерером.
Ова два тенисера су се последњи пут састала на Мастерсу у Синсинатију 2015. у полуфиналу. Федерер је добио тај меч са 6:4, 7:6(6).

## Стил игре
Роџер има сјајан, лако прилагодљив стил игре погодан за све подлоге, и снажне ударце које може да одигра са свих делова терена и да их погоди са великом прецизношћу. Та његова свестраност је увећана када је Џими Конорс рекао: " У ери специјалиста - можете бити специјалиста за шљаку или за траву или за бетон... или можете бити Роџер Федерер. Волеји му добро иду, а и сјајан је играч са основне линије. Користи екстремни источни грип, а поглед држи у тренутку ударца на лопти дуже него већина играча. Може да одигра невероватне топ-спин ударце из форхенда, што му дозвољава да контролише игру са обе стране терена. Давид Фостер Вејлс је изјавио да је брзина и јачина Федереровог форхенда „одличан ударац“, док га је Џон Макенро небројено пута описивао као „најбољи ударац у овом спорту“. Са својим једноручним бекхендом може да одигра и изврсне слајсеве и да пошаље пар сјајних топ-спин винера низ линију. Федерер се труди да лопту са основне линије удари док је још у пењању, слично ономе што је радио Андре Агаси. За такве ударце су наравно потребни муњевити рефлекси и добар рад ногу, а то још значи и да Роџер удара лоптицу ближе мрежи него већина његових ривала. Ово такође скраћује време за реакцију противника и дозвољава му да одиграва прецизне винере који су саставни део његове игре. 
Сервис Роџера Федерера је јако тешко прочитати јер лоптицу увек баца на исто место, без обзира где планира да сервира и увек окреће леђа противнику у тренутку ударца. Први сервис му се обично врти око 190 km/h, али може да одсервира и до 220 km/h. Други сервис обично искористи за један снажан кик-сервис. Федерер већином сервира са великом дозом прецизности, али понекад уме и да одсервира јако и брзо како би избацио ривала из такта.
Роџеров рад ногу, баланс и могућност покривања целог терена су му беспрекорни и зато га сматрају једним од најбржих играча у тенису. За разлику од многих тенисера који лоптицама прилазе ситним корацима, као Џими Конорс, он се креће дугим и равномерним. Јаке ударце може да шаље у трку или док се креће уназад, што му дозвољава да често пређе из одбране у напад. Федерер има опуштени, мирни стил игре који прикрива његово агресивно и нападачко тактизирање, што се све више види како гради један поен у којем одиграва снажне винере са основне линије. Успева лако да се носи са притиском у мечу и често успева да спаси брејк, сет или чак меч лопте за време игре.

## Достигнућа

### Рекорди
Са 103 освојена турнира, Федерер је други на листи тенисера са највише титула. На другом месту је провео 190 недеља.
Оборио је или се изједначио са многим старим рекордима:
- 2009. је оборио рекорд Пита Сампраса по броју гренд слемова када је на Вимблдону освојио 15. гренд слем трофеј. Рекорд је током година увећавао и тренутно је освајач 20 гренд слем титула.
- Остао је на позицији број 1 рекордних 237 узастопних недеља, оборивши Џими Конорсов рекорд од 160 узастопних недеља као број 1 на АТП листи и рекорд Штефи Граф од 186 узастопних недеља као 1. тенисерка света.
- Са 36 година и 10 месеци, Федерер је био најстарији играч икада на првом месту АТП листе.
- 2017. је освојио рекордну осму титулу на Вимблдону чиме је оборио рекорд Пита Сампраса од освојених 7 Вимблдона.
- Изједначио је рекорд Бјерна Борга од 5 узастопних титула на Вимблдону 2007.
- Оборио је рекорд опен ере за највише узастопних трофеја на Отвореном првенству САД 2008. (пет)
- Једини је играч у историји који је освојио пет узастопних титула и на Вимблдону и на Отвореном првенству САД.
- Освајао је шест пута Мастерс куп. (Једино је Ђоковић успешнији са 7 трофеја)
- Удвостручио је рекорд по броју узастопно освојених финала који су претходно држали Бјерн Борг и Џон Макенро када је у септембру 2005. победио у свом 24. узастопном финалу.
- Држи рекорде по броју узастопних победа и на трави (65) и на бетону (56). Његов низ на трави је започет на Вимблдону 2003. а прекинут на Вимблдону 2008. док је низ на бетону започет на турниру у Ротердаму 2005, а прекинут на турниру у Дубаију 2006.
- 3 године заредом је освајао најмање 10 турнира, што је рекорд (2004, 2005, 2006.).
- Први је тенисер у историји који је освојио више од 10 милиона долара у једној сезони.
- Федерер држи рекорд за највише одсервираних ас сервиса у једном гренд слем финалу (50). Тај број је остварио у финалу Вимблдона 2009.

### Награде
- 2005. је именован за Ларус Светског Спортисту године. Ту исту престижну награду је освајао и 2006. па све до 2008.

## Опрема
Федерер је готово целу каријеру користио "Nike" опрему и "Wilson" рекет. Тренутни спонзор му је бренд UNIQLO.

## Живот ван терена
Роџер је ожењен са бившом професионалном тенисерком Мирославом Мирком Федерер (рођена Вавринец). Пар се први пут срео на Летњим олимпијским играма 2000. у Сиднеју када су заједно играли тенис за репрезентацију Швајцарске. Мирка се од професионалног тениса опростила 2002. због непрестане повреде стопала. 11. априла 2009. она и Роџер су се венчали у Базелу, а 23. јула 2009. су добили близнакиње Милу Роуз и Шарлин Риву. Да чекају још једно дете, Роџер и Мирка су објавили 24. децембра 2013. године. Мирка је поново родила близанце, овога пута два дечака, Леона и Ленија 6. маја 2014.
Федерер је римокатолик и упознао је папу Бенедикта XVI када је играо на мастерс турниру у Риму 2006.
Федерер наводи да му је немачки матерњи језик. Од страних језика, зна течно да прича енглески и француски и на конференцијама за новинаре прича на сва три. Помало зна и италијански и шведски.
Федерер је члан бројних добротворних организација. Године 2003, је основао хуманитарну организацију Роџер Федерер како би помогао немоћним људима и промовисао спорт међу младима. Године 2006. је изабран за Амбасадора УНИЦЕФ-а добре воље. Од тада је успео да посети Јужну Африку и Тамил Наду, један од градова у Индији на који највише утичу цунамији.
Магазин „Тајм“ прогласио је Роџера за једног од 100 најутицајнијих људи на свету.
Швајцарска пошта је 10. августа 2007. издала маркицу са Федереровим ликом. Исто планира да уради и аустријска пошта 2010.
Федерер је добар пријатељ са музичарем Гавином Розделом, професионалним голфером Тајгером Вудсом и професионалним фудбалером Тијеријем Анријем.
Федерер је такође врло заинтересован за локални фудбал. Он је навијач ФК Базела као и фудбалске репрезентације Швајцарске.
Федерерово име се у јавности изговара на разне начине: као Роже (по узору на француски), као Роџер (на енглески начин) и као Рогер (по узору на немачки, Федереров матерњи језик). Да разреши дилеме око изговора имена, Федерер је једном изјавио: „Будући да ми је мајка пореклом из Јужне Африке, моје име се увек изговарало на енглески начин.“

## Статистика каријере

### Учинак на гренд слем турнирима
| Легенда | Легенда                                    | Легенда | Легенда                          |
| ------- | ------------------------------------------ | ------- | -------------------------------- |
| О/И     | однос освајања турнира и играња на турниру | Поб–пор | однос побједа и пораза           |
| НО      | турнир није одржан те године               | Н       | није учествовао на турниру       |
| КВ      | изгубио у квалификацијама                  | 1К      | изгубио у првом колу             |
| 2К      | изгубио у другом колу                      | 3К      | изгубио у трећем колу            |
| 4К      | изгубио у четвртом колу                    | ГФ      | изгубио у групној фази такмичења |
| ЧФ      | изгубио у четвртфиналу                     | ПФ      | изгубио у полуфиналу             |
| Ф       | изгубио у финалу                           | П       | освојио турнир                   |

| Турнир             | 1998. | 1999. | 2000. | 2001. | 2002. | 2003. | 2004. | 2005. | 2006. | 2007. | 2008. | 2009. | 2010. | 2011. | 2012. | 2013. | 2014. | 2015. | 2016. | 2017. | 2018. | 2019. | 2020. | 2021. | 2022. | О/И     | Поб:пор | %   |
| ------------------ | ----- | ----- | ----- | ----- | ----- | ----- | ----- | ----- | ----- | ----- | ----- | ----- | ----- | ----- | ----- | ----- | ----- | ----- | ----- | ----- | ----- | ----- | ----- | ----- | ----- | ------- | ------- | --- |
| Гренд слем турнири |       |       |       |       |       |       |       |       |       |       |       |       |       |       |       |       |       |       |       |       |       |       |       |       |       |         |         |     |
| Аустралија         | Н     | КВ1   | 3K    | 3K    | 4K    | 4K    | П     | ПФ    | П     | П     | ПФ    | Ф     | П     | ПФ    | ПФ    | ПФ    | ПФ    | 3K    | ПФ    | П     | П     | 4K    | ПФ    | Н     | Н     | 6 / 21  | 102:15  | 87% |
| Ролан Гарос        | Н     | 1К    | 4К    | ЧФ    | 1К    | 1К    | 3K    | ПФ    | Ф     | Ф     | Ф     | П     | ЧФ    | Ф     | ПФ    | ЧФ    | 4K    | ЧФ    | Н     | Н     | Н     | ПФ    | Н     | 4K    | Н     | 1 / 19  | 73:17   | 81% |
| Вимблдон           | Н     | 1К    | 1К    | ЧФ    | 1К    | П     | П     | П     | П     | П     | Ф     | П     | ЧФ    | ЧФ    | П     | 2К    | Ф     | Ф     | ПФ    | П     | ЧФ    | Ф     | НО    | ЧФ    | Н     | 8 / 22  | 105:14  | 88% |
| ОП САД             | Н     | КВ2   | 3К    | 4К    | 4К    | 4К    | П     | П     | П     | П     | П     | Ф     | ПФ    | ПФ    | ЧФ    | 4К    | ПФ    | Ф     | Н     | ЧФ    | 4К    | ЧФ    | Н     | Н     | Н     | 5 / 19  | 89:14   | 86% |
| Поб:пор на г. с.   | 0:0   | 0:2   | 7:4   | 13:4  | 6:4   | 13:3  | 22:1  | 24:2  | 27:1  | 26:1  | 24:3  | 26:2  | 20:3  | 20:4  | 19:3  | 13:4  | 19:4  | 18:4  | 10:2  | 18:1  | 14:2  | 18:4  | 5:1   | 7:1   | 0:0   | 20 / 81 | 369:60  | 86% |

### Гренд слем финала

#### Појединачно: 31 (20:11)
| Исход     | Бр. | Година | Турнир                            | Подлога | Противник             | Резултат                                 |
| --------- | --- | ------ | --------------------------------- | ------- | --------------------- | ---------------------------------------- |
| Победник  | 1.  | 2003.  | Вимблдон                          | Трава   | Марк Филипусис        | 7:6(7:5), 6:2, 7:6(7:3)                  |
| Победник  | 2.  | 2004.  | Отворено првенство Аустралије     | Тврда   | Марат Сафин           | 7:6(7:3), 6:4, 6:2                       |
| Победник  | 3.  | 2004.  | Вимблдон (2)                      | Трава   | Енди Родик            | 4:6, 7:5, 7:6(7:3), 6:4                  |
| Победник  | 4.  | 2004.  | Отворено првенство САД            | Тврда   | Лејтон Хјуит          | 6:0, 7:6(7:3), 6:0                       |
| Победник  | 5.  | 2005.  | Вимблдон (3)                      | Трава   | Енди Родик            | 6:2, 7:6(7:2), 6:4                       |
| Победник  | 6.  | 2005.  | Отворено првенство САД (2)        | Тврда   | Андре Агаси           | 6:3, 2:6, 7:6(7:1), 6:1                  |
| Победник  | 7.  | 2006.  | Отворено првенство Аустралије (2) | Тврда   | Маркос Багдатис       | 5:7, 7:5, 6:0, 6:2                       |
| Финалиста | 1.  | 2006.  | Ролан Гарос                       | Шљака   | Рафаел Надал          | 6:1, 1:6, 4:6, 6:7(4:7)                  |
| Победник  | 8.  | 2006.  | Вимблдон (4)                      | Трава   | Рафаел Надал          | 6:0, 7:6(7:5), 6:7(2:7), 6:3             |
| Победник  | 9.  | 2006.  | Отворено првенство САД (3)        | Тврда   | Енди Родик            | 6:2, 4:6, 7:5, 6:1                       |
| Победник  | 10. | 2007.  | Отворено првенство Аустралије (3) | Тврда   | Фернандо Гонзалез     | 7:6(7:2), 6:4, 6:4                       |
| Финалиста | 2.  | 2007.  | Ролан Гарос (2)                   | Шљака   | Рафаел Надал          | 3:6, 6:4, 3:6, 4:6                       |
| Победник  | 11. | 2007.  | Вимблдон (5)                      | Трава   | Рафаел Надал          | 7:6(9:7), 4:6, 7:6(7:3), 2:6, 6:2        |
| Победник  | 12. | 2007.  | Отворено првенство САД (4)        | Тврда   | Новак Ђоковић         | 7:6(7:4), 7:6(7:2), 6:4                  |
| Финалиста | 3.  | 2008.  | Ролан Гарос (3)                   | Шљака   | Рафаел Надал          | 1:6, 3:6, 0:6                            |
| Финалиста | 4.  | 2008.  | Вимблдон                          | Трава   | Рафаел Надал          | 4:6, 4:6, 7:6(7:5), 7:6(10:8), 7:9       |
| Победник  | 13. | 2008.  | Отворено првенство САД (5)        | Тврда   | Енди Мари             | 6:2, 7:5, 6:2                            |
| Финалиста | 5.  | 2009.  | Отворено првенство Аустралије     | Тврда   | Рафаел Надал          | 5:7, 6:3, 6:7(3:7), 6:3, 2:6             |
| Победник  | 14. | 2009.  | Ролан Гарос                       | Шљака   | Робин Седерлинг       | 6:1, 7:6(7:1), 6:4                       |
| Победник  | 15. | 2009.  | Вимблдон (6)                      | Трава   | Енди Родик            | 5:7, 7:6(8:6), 7:6(7:5), 3:6, 16:14      |
| Финалиста | 6.  | 2009.  | Отворено првенство САД            | Тврда   | Хуан Мартин дел Потро | 6:3, 6:7(5:7), 6:4, 6:7(4:7), 2:6        |
| Победник  | 16. | 2010.  | Отворено првенство Аустралије (4) | Тврда   | Енди Мари             | 6:3, 6:4, 7:6(13:11)                     |
| Финалиста | 7.  | 2011.  | Ролан Гарос (4)                   | Шљака   | Рафаел Надал          | 5:7, 6:7(3:7), 7:5, 1:6                  |
| Победник  | 17. | 2012.  | Вимблдон (7)                      | Трава   | Енди Мари             | 4:6, 7:5, 6:3, 6:4                       |
| Финалиста | 8.  | 2014.  | Вимблдон (2)                      | Трава   | Новак Ђоковић         | 7:6(9:7), 4:6, 6:7(4:7), 7:5, 4:6        |
| Финалиста | 9.  | 2015.  | Вимблдон (3)                      | Трава   | Новак Ђоковић         | 6:7(1:7), 7:6(12:10), 4:6, 3:6           |
| Финалиста | 10. | 2015.  | Отворено првенство САД (2)        | Тврда   | Новак Ђоковић         | 4:6, 7:5, 4:6, 4:6                       |
| Победник  | 18. | 2017.  | Отворено првенство Аустралије (5) | Тврда   | Рафаел Надал          | 6:4, 3:6, 6:1, 3:6, 6:3                  |
| Победник  | 19. | 2017.  | Вимблдон (8)                      | Трава   | Марин Чилић           | 6:3, 6:1, 6:4                            |
| Победник  | 20. | 2018.  | Отворено првенство Аустралије (6) | Тврда   | Марин Чилић           | 6:2, 6:7(5:7), 6:3, 3:6, 6:1             |
| Финалиста | 11. | 2019.  | Вимблдон (4)                      | Трава   | Новак Ђоковић         | 6:7(5:7), 6:1, 6:7(4:7), 6:4, 12:13(3:7) |

### Учинак на завршном првенству сезоне
| Турнир                   | 1998.                | 1999.                | 2000.                | 2001.                | 2002. | 2003. | 2004. | 2005. | 2006. | 2007. | 2008. | 2009. | 2010. | 2011. | 2012. | 2013. | 2014. | 2015. | 2016. | 2017. | 2018. | 2019. | 2020. | 2021. | 2022. | О/И    | Поб:пор | %   |
| ------------------------ | -------------------- | -------------------- | -------------------- | -------------------- | ----- | ----- | ----- | ----- | ----- | ----- | ----- | ----- | ----- | ----- | ----- | ----- | ----- | ----- | ----- | ----- | ----- | ----- | ----- | ----- | ----- | ------ | ------- | --- |
| Завршно првенство сезоне |                      |                      |                      |                      |       |       |       |       |       |       |       |       |       |       |       |       |       |       |       |       |       |       |       |       |       |        |         |     |
| Мастерс куп              | Није се квалификовао | Није се квалификовао | Није се квалификовао | Није се квалификовао | ПФ    | П     | П     | Ф     | П     | П     | ГФ    | ПФ    | П     | П     | Ф     | ПФ    | Ф     | Ф     | НСК   | ПФ    | ПФ    | ПФ    | Н     | НСК   | НСК   | 6 / 17 | 59:17   | 78% |

### Финала завршног првенства сезоне

#### Појединачно: 10 (6:4)
| Исход     | Бр. | Година | Турнир  | Подлога   | Противник         | Резултат                                 |
| --------- | --- | ------ | ------- | --------- | ----------------- | ---------------------------------------- |
| Победник  | 1.  | 2003.  | Хјустон | Тврда     | Андре Агаси       | 6:3, 6:0, 6:4                            |
| Победник  | 2.  | 2004.  | Хјустон | Тврда     | Лејтон Хјуит      | 6:3, 6:2                                 |
| Финалиста | 1.  | 2005.  | Шангај  | Тепих (д) | Давид Налбандијан | 7:6(7:4), 7:6(13:11), 2:6, 1:6, 6:7(3:7) |
| Победник  | 3.  | 2006.  | Шангај  | Тврда (д) | Џејмс Блејк       | 6:0, 6:3, 6:4                            |
| Победник  | 4.  | 2007.  | Шангај  | Тврда (д) | Давид Ферер       | 6:2, 6:3, 6:2                            |
| Победник  | 5.  | 2010.  | Лондон  | Тврда (д) | Рафаел Надал      | 6:3, 3:6, 6:1                            |
| Победник  | 6.  | 2011.  | Лондон  | Тврда (д) | Жо-Вилфрид Цонга  | 6:3, 6:7(6:8), 6:3                       |
| Финалиста | 2.  | 2012.  | Лондон  | Тврда (д) | Новак Ђоковић     | 6:7(6:8), 5:7                            |
| Финалиста | 3.  | 2014.  | Лондон  | Тврда (д) | Новак Ђоковић     | предаја                                  |
| Финалиста | 4.  | 2015.  | Лондон  | Тврда (д) | Новак Ђоковић     | 3:6, 4:6                                 |